# Санти-Джованни-э-Паоло (Венеция)
Базилика Са́нти-Джова́нни-э-Па́оло (итал. La Basilica dei Santi Giovanni e Paolo — базилика Святых Иоанна и Павла) — одна из самых больших и известных приходских церквей Венеции, находится на одноимённой площади рядом со Скуолой Гранде-ди-Сан-Марко в сестиере (районе) Кастелло. Вторым, не менее распространённым названием церкви, в соответствии со спецификой венецианского диалекта, является наименование Сан-Занипо́ло (вен. San Zanipolo). Современное здание было построено в 1430 году и посвящено раннехристианским мученикам Иоанну и Павлу.
В церкви находится большое количество произведений искусства. К тому же, здание является своеобразным пантеоном Венеции, так как в нём погребены 18 дожей Венецианской республики и много других выдающихся личностей.

## История
По легенде, история основания церкви связана с видением дожа Джакопо Тьеполо. Однажды во сне он увидел голубей, кружащих над болотистым местом, и услышал голос Божий: «Вот избранное место для моих проповедников». Дож нашёл это место и в 1234 году подарил его недавно обосновавшемуся в Венеции ордену доминиканцев. Этот орден был основан в 1214 году; на тот момент он присутствовал в Венеции более 10 лет и c 1226 года базировался в церкви Сан-Мартино (район Кастелло). Тогда, все предоставляемые доминиканцам места в Венеции были отдалены от политического центра города. Документ о пожертвовании ордену земли был выдан правительством в июне того же года, как раз перед тем, как 3 июля покровитель ордена, святой Доминик был канонизирован.

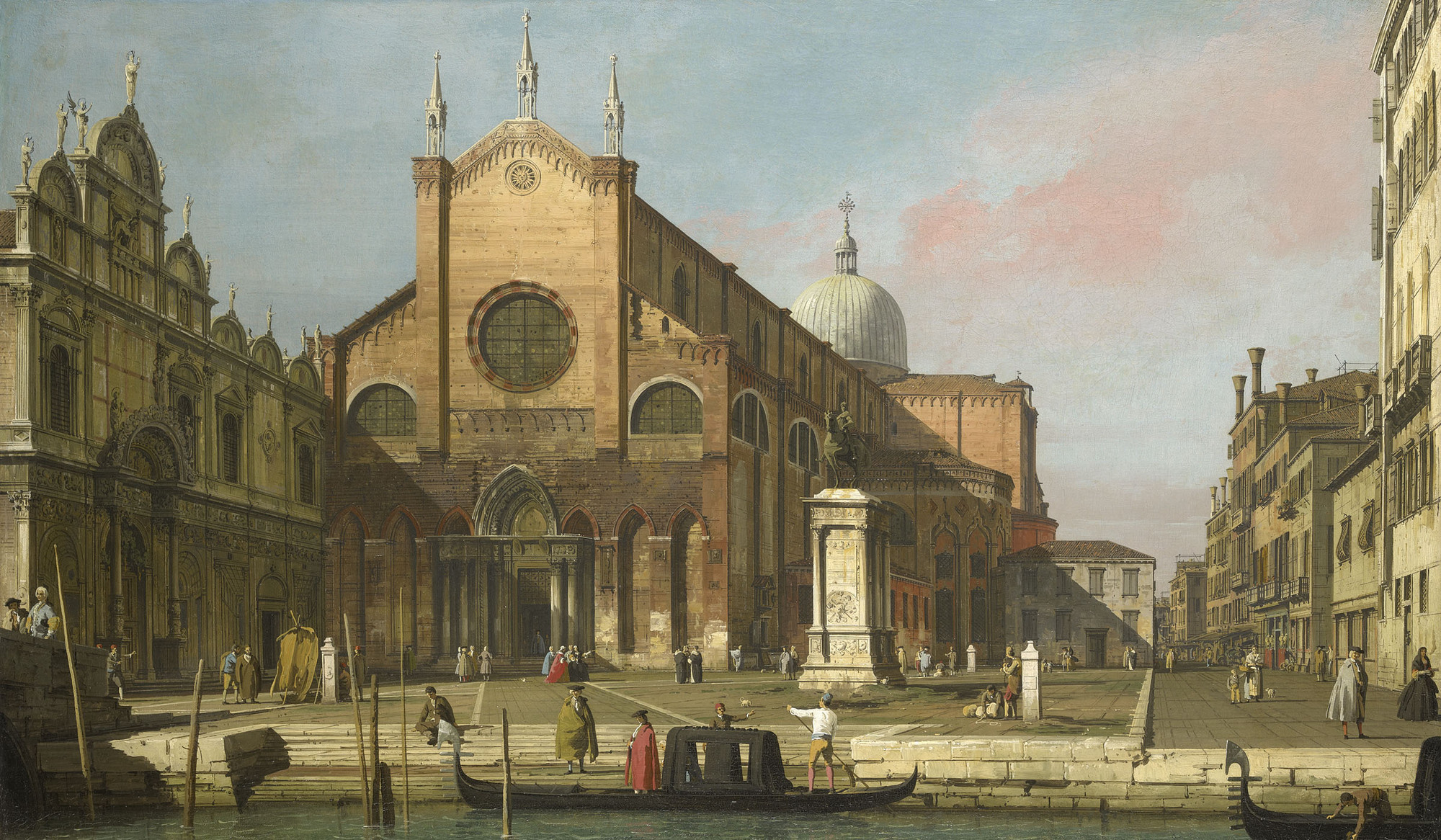
Вид на кампо Санти-Джованни э Паоло и одноимённую базилику. Картина Каналетто (XVIII век)

Получив землю, монахи сразу же приступили к строительству, и здание было закончено в конце XIII века. Вопреки распространённому мнению, оно было освящено не в честь апостолов Иоанна и Павла, а в честь двух раннехристианских мучеников Иоанна и Павла, казнённых в 362 году в Риме.
Вскоре возросшее значение церкви, сразу же выбранной многими дожами как место для посмертного погребения, и быстро распространявшаяся деятельность ордена привели к необходимости расширения здания церкви. Строительство было доверено монахам по имени Бенвенуто да Болонья и Николо да Имола. В начале XIV века началось возведение величественных аркад. С 1333 по 1344 год собор получал ежегодные пожертвования от правительства. Основные строительные работы были завершены уже в 1343 году, однако год спустя строительство приостановилось, возможно, из-за чумы, бушевавшей в городе на протяжении XIV столетия, и возобновилось лишь спустя 10 лет в 1355 году. Около 1368 года были закончены центральный и боковые нефы.
В начале XV века многие венецианские аристократы стали назначаться прокураторами базилики Санти-Джованни-э-Паоло, чтобы следить за удачным окончанием строительства и дальнейшим украшением церкви. В конце концов, простояв почти два века с момента своего основания, 12 ноября 1430 года церковь была торжественно освящена епископом Ченеды Антонио Коррарио, венецианским дворянином и племянником папы римского Григория XII. В дальнейшем церковь постоянно обогащалась монументальными гробницами, картинами и скульптурами, выполненными выдающимися венецианскими творцами.
В 1806 году по приказу Наполеона, захватившего Венецию, доминиканцы были выгнаны из своего монастыря, который вскоре был превращён в военный госпиталь, а затем в больницу. Тогда из церкви были вывезены многие произведения искусства. Однако в 1810 году приход святых Иоанна и Павла был воссоздан и доверен оставшимся доминиканцам. В начале XX века была проведена полная реставрация церкви. Здание получило повреждения во время австрийских бомбардировок в ходе Первой мировой войны, однако повреждения были незначительны, и работы по восстановлению были закончены уже в 1922 году.

## Внешний вид

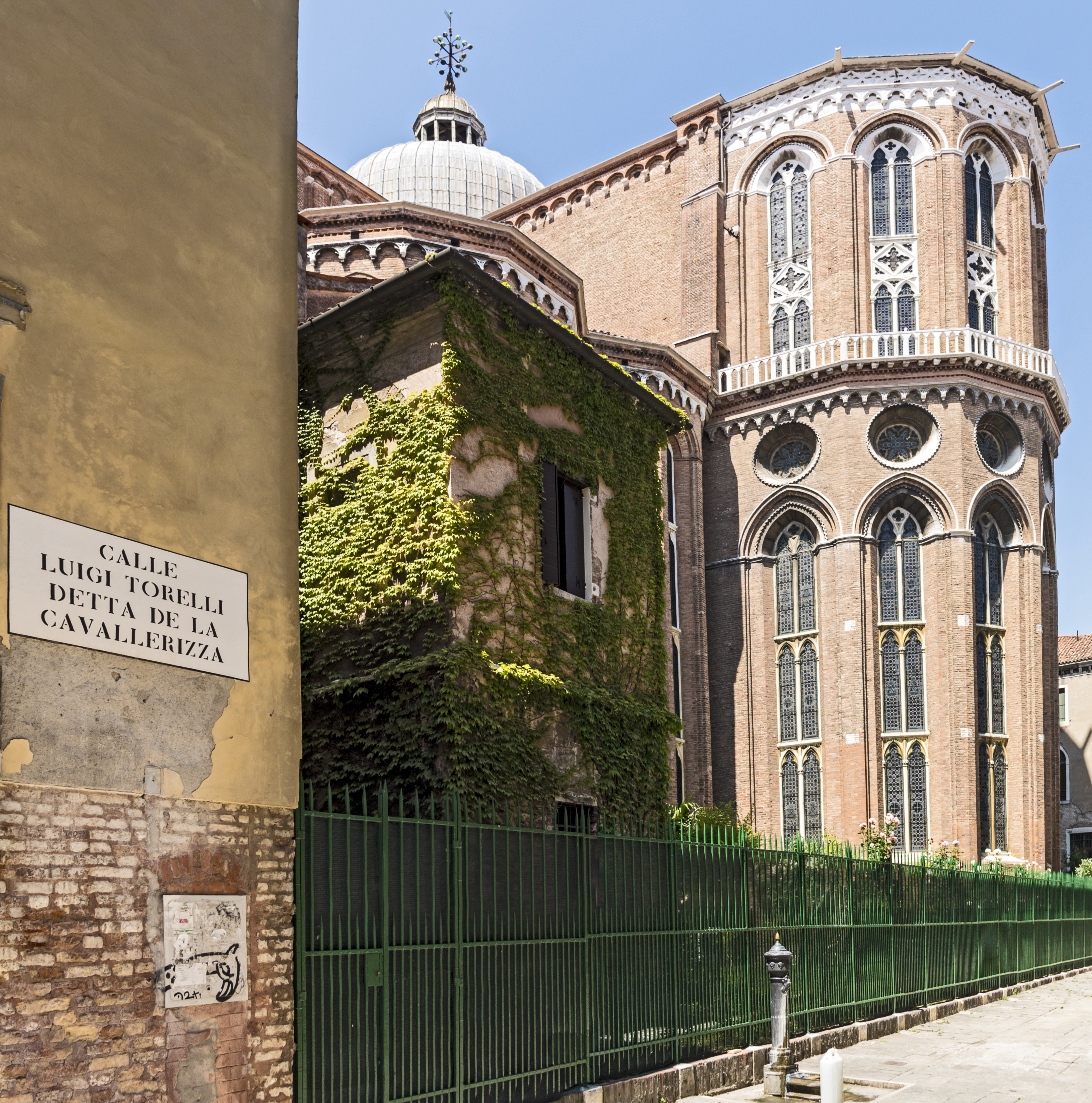
Апсида церкви

Фасад церкви выполнен из красного кирпича в типичном итальянском готическом стиле. Две большие вертикальные пилястры делят его на три части с большим круглым окном (розой) в центре и двумя небольшими окнами по бокам. Нижняя часть занята шестью готическими нишами, в которых находятся саркофаги (слева направо) Марино Морозини, двух дожей Джакопо и Лоренцо Тьеполо, Марко Микьели и двух братьев Даниеле и Пьетро Буоно. Великолепный портал в центре, построенный между 1458 и 1462 годами, украшен шестью мраморными колоннами, купленными на острове Торчелло и привезёнными в церковь в 1459 году. Капителями колонн занимался Бартоломео Бон, фризами — Доменико Фьорентино, а карнизом и „энкарпо“ — мастер Луче. Вершину фасада увенчивает фронтон, на котором стоят статуи троих святых-доминиканцев (слева направо): Фомы Аквинского, Доминика и Петра Веронского.
Две стороны здания выходят на кампо (площадь) Санти-Джованни э Паоло. Западная часть является фасадом, а южная видоизменена присутствием нескольких капелл. Низкое прямоугольное строение, стоящее ближе всего к фасаду — это Скуола Святого Имени Иисуса. Справа к ней примыкает апсида, в которой находится капелла Блаженного Джакомо Саломони. Дальше за ней следует маленькая капелла Богоматери Мира. Ряд апсид заканчивает величественная капелла святого Доминика. Рядом с ней, в конце площади находится сегодняшнее здание доминиканского монастыря.
Восточная апсида церкви пронизана тонкими готическими окнами — примером поздней венецианской готики. Северная сторона базилики интересна капеллой Божией Матери Розария. Купол, внутренняя высота которого составляет 41 м, а общая — 55,4 м, был построен в конце XV века. На удивление, церковь не имеет колокольни.

## План базилики
- 1. Внутренний фасад
- 2. Урна дожа Реньеро Дзено

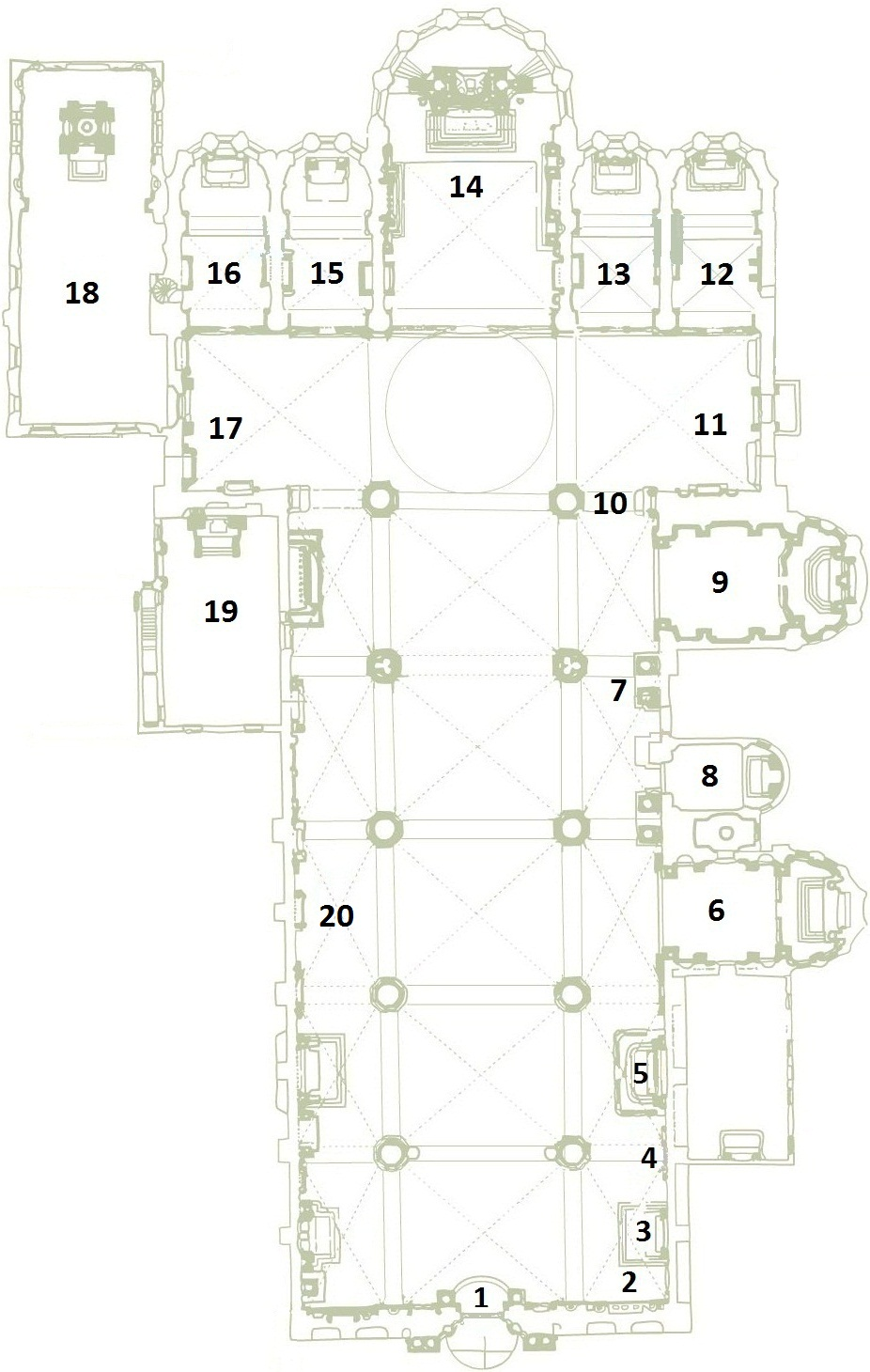
План базилики

- 3. Алтарь с картиной «Мадонна на троне со святыми»
- 4. Памятник Маркантонио Брагадину
- 5. Алтарь Святого Викентия Феррера
- 6. Капелла блаженного Иакова Саломони
- 7. Мавзолей семьи Вальер
- 8. Капелла Богоматери Мира
- 9. Капелла святого Доминика
- 10. Алтарь Екатерины Сиенской
- 11. Правый рукав трансепта
- 12. Капелла Распятия
- 13. Капелла Магдалины
- 14. Пресбитерий
- 15. Капелла Святой Троицы
- 16. Капелла Пия V
- 17. Левый рукав трансепта
- 18. Капелла Божией Матери Розария
- 19. Сакристия
- 20. Левый неф

## Интерьер

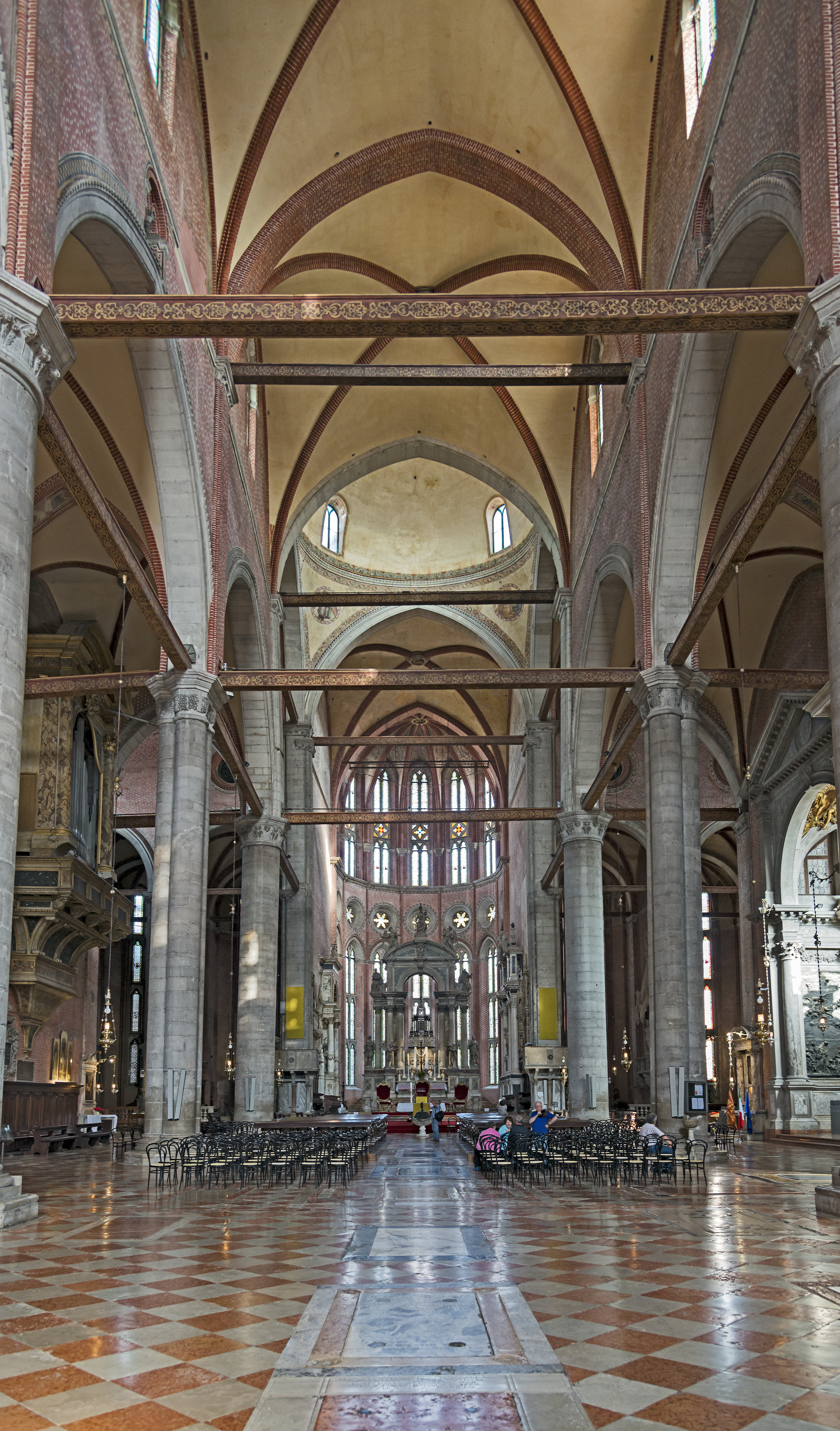
Интерьер церкви

План базилики имеет форму латинского креста с одним трансептом, тремя нефами и пятью многоугольными апсидами. Десять огромных цилиндрических колонн поддерживают аркады и ребристые готические своды, соединённые горизонтальными деревянными балками. Четвёртая колонна от входа в каждой из двух аркад не является цельной, а состоит из трёх колонн потоньше.
Собор имеет внушительные размеры: 101,6 м в длину, 45,8 м в ширину в трансепте, 32,2 м в высоту. Стены нефов украшены многочисленными памятниками, справа находятся капеллы. В трансепте с каждой стороны хора также находятся две капеллы.
До XVII века, главный (центральный) неф был разделён хором поперёк на две части (что можно увидеть сегодня в церкви Санта-Мария-Глорьоза-дей-Фрари). Позже хор был снесён, чтобы освободить место для проведения торжественных церемоний, таких как панихиды по дожам. Ныне об этой перегородке напоминают лишь два алтаря (святой Катерины и святого Иосифа), находящиеся в месте пересечения нефа и трансепта, справа и слева соответственно.

### Внутренний фасад
Внутренний фасад занимают погребальные памятники членам семьи Мочениго:

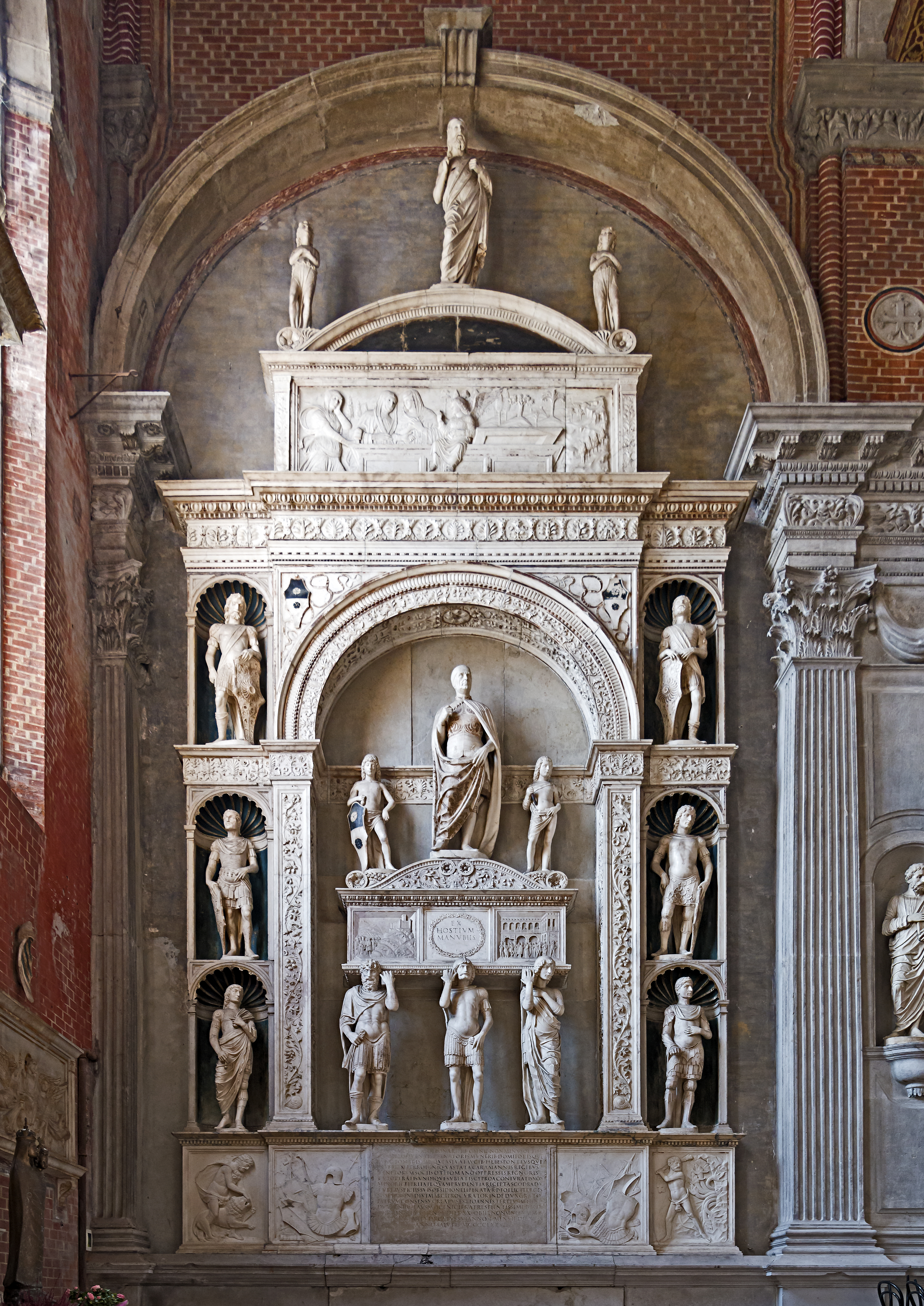
Монумент дожу Пьетро Мочениго

- Посередине монумент дожу Альвизе I Мочениго и его жене Лоредане Марчелло. Шесть рифлёных пилястр делят его пространство на пять частей. В центральной части, что над дверным проёмом, виден герб дожа. В двух внешних нижних частях находятся две статуи, апостола Петра и святого Георгия, раньше принадлежавшие соседнему памятнику Пьетро Мочениго. Во внутренних частях, над двумя окнами, есть два барельефа, изображающие дожа во время молитвы и во время приёма, приписываемые Г. Кампанья (конец XVIII века). В верхнем ярусе: слева саркофаг из серого мрамора, где изображён лежащий на смертном одре дож, справа — саркофаг его жены. Между ними стоят статуи Богородицы, Спасителя и апостола Петра. Эта работа была начата в 1580 году Джироламо Грапилья и закончена Франческо Контином в 1646 году[1].
- Правый фронтон заменяет монумент поэту Бартоломео Брагадину, созданный Лоренцо Бреньо (1460—1523). Он состоит из изящного саркофага в ломбардском стиле, обрамлённого статуями святого Марка, Иоанна Крестителя и апостола Варфоломея и увенчанного статуей Богородицы[1].
- Справа на той же стене памятник дожу Джованни Мочениго, выполненный Туллио Ломбардо из очень тонкого мрамора из Каррары в первой половине XVI века. В этом погребальном памятнике в ломбардском стиле полностью отражаются все архитектурные принципы эпохи Возрождения. Его гладкая поверхность лишена украшений, пропорции правильные, капители являются точной копией капителей с арки Тита в Риме. Барельеф, находящийся в тимпане полукруглой арки, изображает Иоанна Крестителя, представляющего Джованни Мочениго Богоматери, и ангела, который возвращает святому Феодосию головной убор дожа. На лицевой стороне саркофага высечены три барельефа, показывающие три города, завоёванные в долине реки По. С каждой стороны стоит статуя Добродетели, а основание украшено двумя барельефами: «Крещение Христа» и «Святой Марк крестит Аниана Орлеанского, его жену и ребёнка»[1].
- Слева возвышается грандиозный монумент дожу Пьетро Мочениго, шедевр скульптора Пьетро Ломбардо, завершённый в 1481 году. Он хранит память о доже как о великом венецианском военачальнике. Вершину памятника увенчивает статуя Христа, стоящая между двумя ангелами по бокам. Ниже находится барельеф, изображающий сюжет «Три Марии у гроба». Расположившийся в прекрасной арке саркофаг образно несут на плечах три воина, изображающие три периода жизни человека. В центре над гробом выступает величественная фигура дожа, одетого в железные доспехи. Его сопровождают два человека, несущие щит с гербом семьи Мочениго (слева) и генеральский жезл (справа). Гроб украшают два барельефа, рассказывающие о подвигах дожа-флотоводца в войне против турок: «Вступление в Скутари» слева и «Передача ключей от Фамагусты Катерине Корнаро» справа. Шесть римских воинов, стоящие в боковых нишах, служат почётным караулом дожа. Основание примечательно «Трофеями войны» и двумя «Подвигами Геракла»[1].
- На полу у входа лежат три плиты, под которыми покоятся останки дожей Альвизе I, Альвизе III и Альвизе IV Мочениго[1].

### Правый неф

#### Урна дожа Реньеро Дзено
Погребальная урна находится высоко на стене и хранит в себе прах дожа Реньеро Дзено. Она представляет собой барельеф в византийском стиле, изображающий двух ангелов, поддерживающих Спасителя. Автором является каменщик по имени Джордано или Зордано.

#### Алтарь с картиной «Мадонна на троне со святыми»
Алтарь в стиле Возрождения представляет собой стоящую на двух сфинксах плиту. Над ним, вместо уничтоженного запрестольного образа кисти Джованни Беллини, находится «Мадонна на троне со святыми», привезённая из Академии в 1881 году. На картине изображена Богоматерь, сидящая в центре, и множество святых по бокам от неё: апостол Павел, Людовик Французский, святой Франциск и Иоанн Креститель слева, апостол Пётр, Бернардин Сиенский, Бонавентура и святой Иероним справа. Раньше, картину приписывали тому же Джованни Беллини, но затем и его ученикам Биссоло и Диано. Возможно, что это работа некого малоизвестного художника XV века.

#### Памятник Маркантонио Брагадину
Маркантонио Брагадин является героем тысячелетней военной истории Венеции. Он прославился участием в обороне города Фамагуста от турок, последнего оплота венецианцев на Кипре. После одиннадцати месяцев осады, когда надежда на помощь окончательно иссякла, он сдался. Турки обещали пощадить его, однако своё слово не сдержали. В течение нескольких дней Брагадин подвергался самым унизительным пыткам, и 17 августа 1571 года он принял мученическую смерть, когда с него живого сняли кожу. Её остатки были вскоре привезены в Константинополь. Однако в 1580 году они были тайно увезены жителем Вероны Джироламо Полидоро.
18 мая 1596 года они были переданы базилике Санти-Джованни-э-Паоло и помещены в свинцовый гроб в нише позади урны. 24 ноября 1961 года гроб был открыт группой учёных, которые обнаружили в нём следы варварского обращения с умершим. Найденные несколько кусков обожжённой человеческой кожи были торжественно перезахоронены ровно через четыре месяца в присутствии местных властей.
Этот памятник в классическом стиле обычно приписывают Винченцо Скамоцци. Середину монумента украшает небольшой бюст Брагадина, выполненный учеником Алессандро Витториа, а верх — фреска «Снятие кожи с Брагадина». При её создании была использована техника кьяроскуро; точный автор до сих пор не установлен: большинство склоняется к тому, что это работа Джузеппе Алабарди либо же Фра Козимо Пьяцца, монаха-капуцина.

#### Алтарь Святого Викентия Феррера

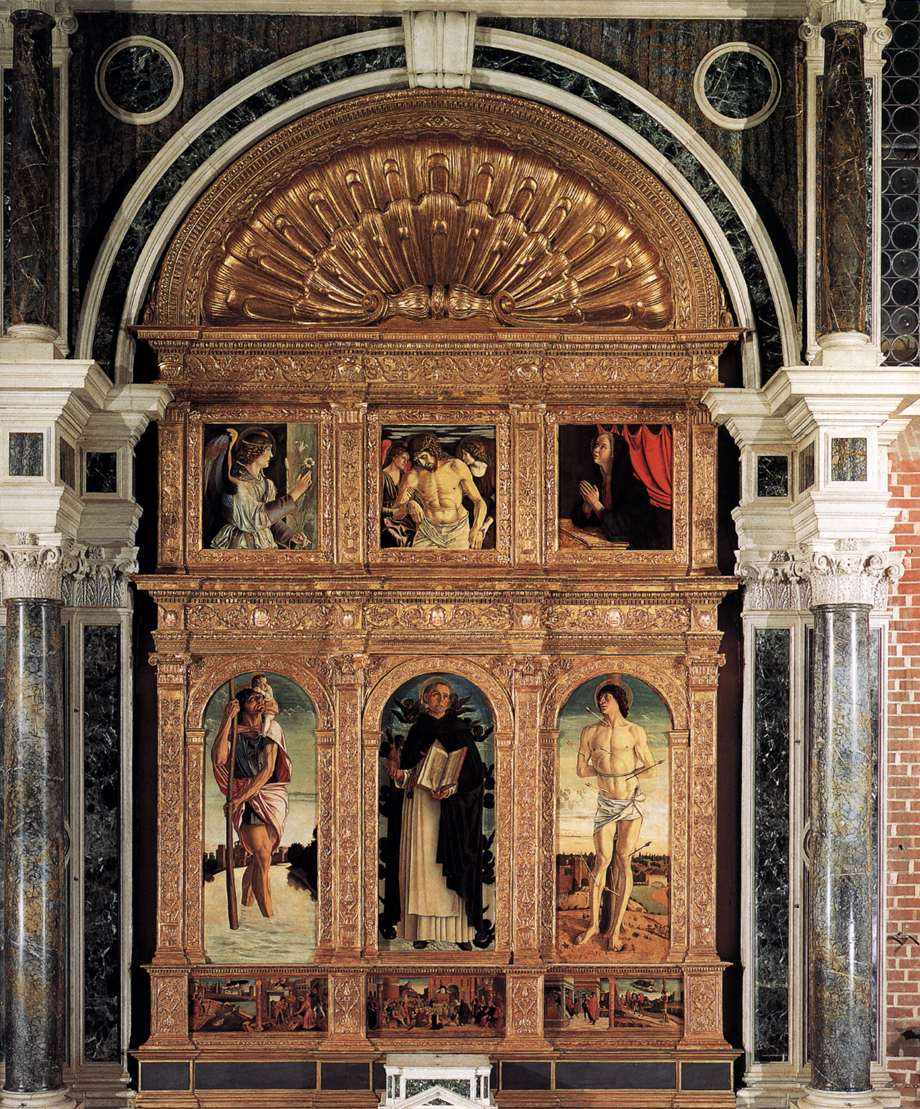
Полиптих святого Викентия Феррера. Джованни Беллини

Второй алтарь посвящён испанскому доминиканцу Викентию Ферреру (Винченцо Феррери), который был канонизирован в 1455 году. Его украшает грандиозный полиптих работы Джованни Беллини 1464 года, состоящий из девяти частей: в центральном регистре (горизонтальном ряду) находятся большие фигуры святого Викентия в центре, святого Христофора слева и святого Себастьяна справа. В верхнем отделе представлены: «Распятый Христос, поддерживаемый ангелами» в центре, архангел Гавриил слева и «Благовещение Пресвятой Богородицы» справа. Изначально, полиптих состоял из десяти, а не девяти, частей, так как ранее в люнете над картиной с распятым Христом находилось изображение Бога Отца. Нижний регистр занимают маленькие полотна, повествующие о чудесах святого Викентия: «Святой спасает женщину из реки и защищает женщину с ребёнком, застрявших под обломками обрушившегося здания» слева (оба чуда как сюжеты отделены колонной), «Проповедь Святого Викентия в Толедо» или «Святой воскрешает двух мужчин, которые убеждаются в истинности его учения» в центре и «Святой воскрешает ребёнка и освобождает пленников» справа. Красивая рамка, обрамляющая полиптих, датируется XVI веком. Под алтарём покоятся останки блаженного Томмазо Каффарини, духовника и первого биографа святой Катерины Сиенской.
В 1914 году известный искусствовед Роберто Лонги поставил точку в вопросе об авторстве этого знаменитого полиптиха, окончательно установив, что это работа Джованни Беллини. Прежде, полиптих приписывали Альвизе и Бартоломео Виварини, Бастиани и Франческо Бонсиньори. Лонги датирует его 1460—1465 годами, а Фологари более точно — 1464 годом. В 1994 году полиптих был отремонтирован и возвращён в прежний роскошный вид.

#### Капелла блаженного Иакова Саломони
Свод арки, перекинувшейся через боковой неф, украшает герб с инициалами SNDB (Sit Nomen Domini Benedictum), который говорит о том, что раньше это была «скуола Святого Имени Иисуса», возведённая в 1563 году. Изначально она была готической, о чём свидетельствует стиль внешней апсиды, но в 1639 году она была переделана в стиле барокко.
Потолок украшен белой и чёрной штукатуркой с картинами Джанбаттиста Лоренцетти, изображающими Христа Спасителя и трёх персонажей из Ветхого Завета, имя которых: слева автор Книги Премудрости, Иисус, сын Сирахов; слева первый первосвященник после вавилонского рабства, Иисус, сын Иоседеков; со стороны входа великий воин Иисус Навин. На алтаре находится «Распятие и Магдалина» Пьетро Либери, а на боковых стенах — «Обрезание» и «Крещение Иисуса» Пьетро де Мера, прозванного «Фламандцем» (рубеж XVI—XVII веков). В верхней части видны росписи Маттео Инголи из Равенны, изображающие ангелов-музыкантов и Бога Отца. В стеклянном саркофаге над алтарём находятся останки блаженного Иакова Саломони (1231—1314), монаха из соседнего доминиканского монастыря. На полу перед входом в капеллу лежит погребальная плита, под которой покоятся останки децемвира Альвизе Дьедо, спасшего флот Республики в Константинополе в 1453 году. Этот шедевр был выполнен Пьетро Ломбардо в технике ниелло (с использованием черни). В XIX веке великий скульптор Антонио Канова назвал его «настоящей жемчужиной искусства».

#### Мавзолей семьи Вальер

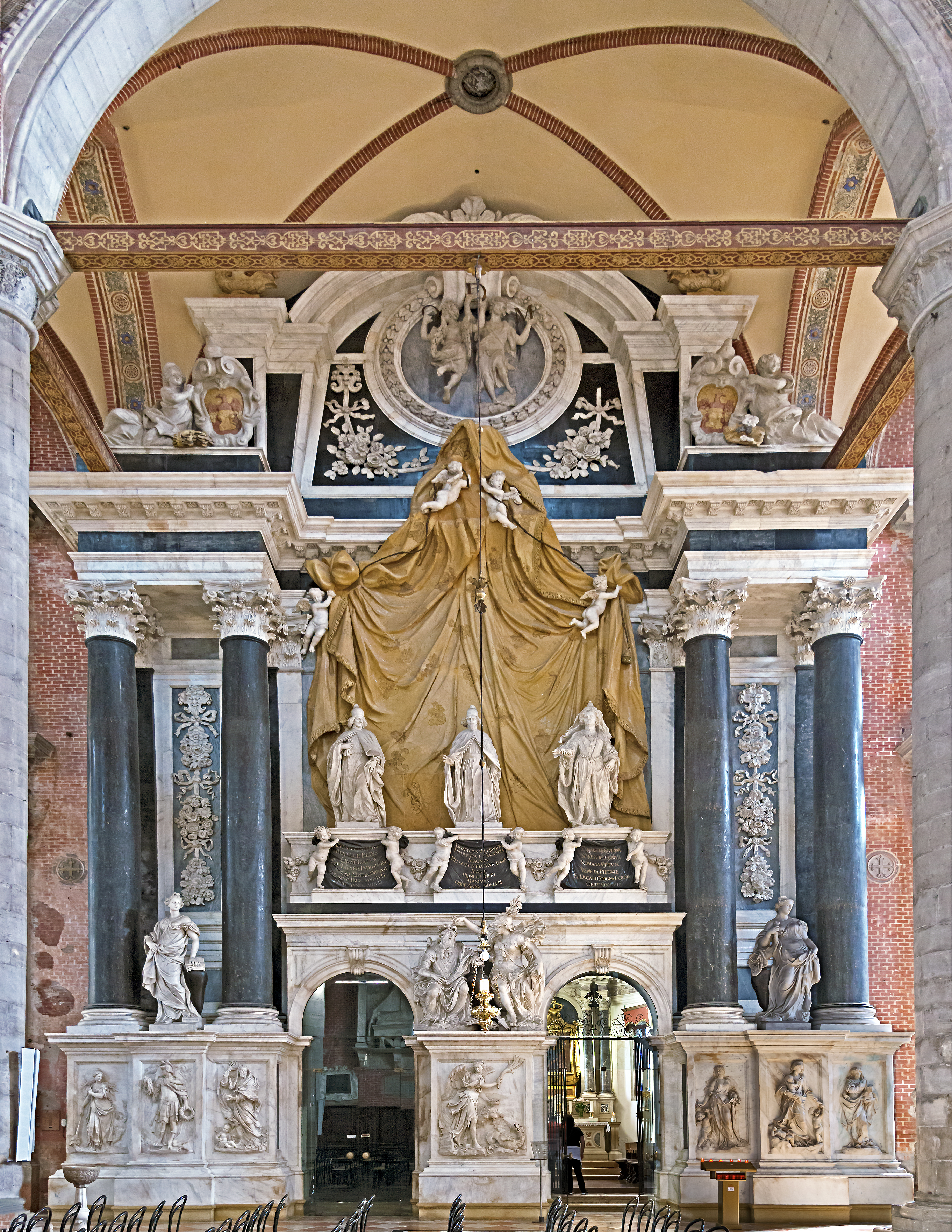
Памятник семьи Вальер

Самый большой и самый роскошный погребальный памятник дожей из семьи Вальер. Монумент был выполнен в стиле барокко: его украшением занимался Андреа Тирали (1657—1737), в то время как статуи и барельефы были созданы лучшими венецианскими скульпторами того времени. Под большой мраморной драпировкой жёлтого цвета, поддерживаемой четырьмя ангелами, и между двумя парами колонн коринфского ордера стоят три статуи: в центре дож Бертуччо Вальер (1596—1658) (работа Пьетро Баратта), слева сын Бертуччо Сильвестро Вальер (1630—1700) (работа Антонио Терсиа), справа жена Сильвестро Элизабетта Керини (умерла в 1708 году) (работа Джованни Бонацца). В промежутке между каждой парой колонн изображены: «Мудрость» Баратта слева и «Изобилие» Терсиа справа. Основание памятника украшено многочисленными горельефами: слева «Время» Бонацца, «Доблесть» неизвестного автора и «Мир» Терсиа; справа анонимное «Постоянство», «Милосердие» и «Послушание» Баратта. В центре под статуями дожей находится «Добродетель коронует Достоинства» Бонацца, а ещё ниже на уровне горельефов — «Аллегория победы при Дараднеллах» Марино Грапелли (XVIII век).

#### Капелла Богоматери Мира
Правая арка мавзолея Вальеров ведёт в капеллу Богоматери Мира или Святых Даров. Внутри, над алтарём можно увидеть византийскую икону, привезённую с Востока в 1349 году. В 1503 году она была передана доминиканцам неким Паоло Морозини и помещена на это место в XIX веке после того, как в 1806 году была упразднена одноимённая с часовней скуола. Свод расписан Джакомо Пальма Младшим: в центре находится святой Марк со святыми. На двери показана святая Анна и Богородица. На стене слева висит картина «Святой Гиацинт идёт по реке Днепр со святым Причастием и изображением Девы Марии в руках перед пришествием татар» работы Леандро Бассано (1557—1662), справа — полотно «Бичевание Христа» Антониоса Василакиса (1556—1629), прозванного «Альензе», раньше находившееся в скуоле Святого Креста в Беллуно.

#### Капелласвятого Доминика

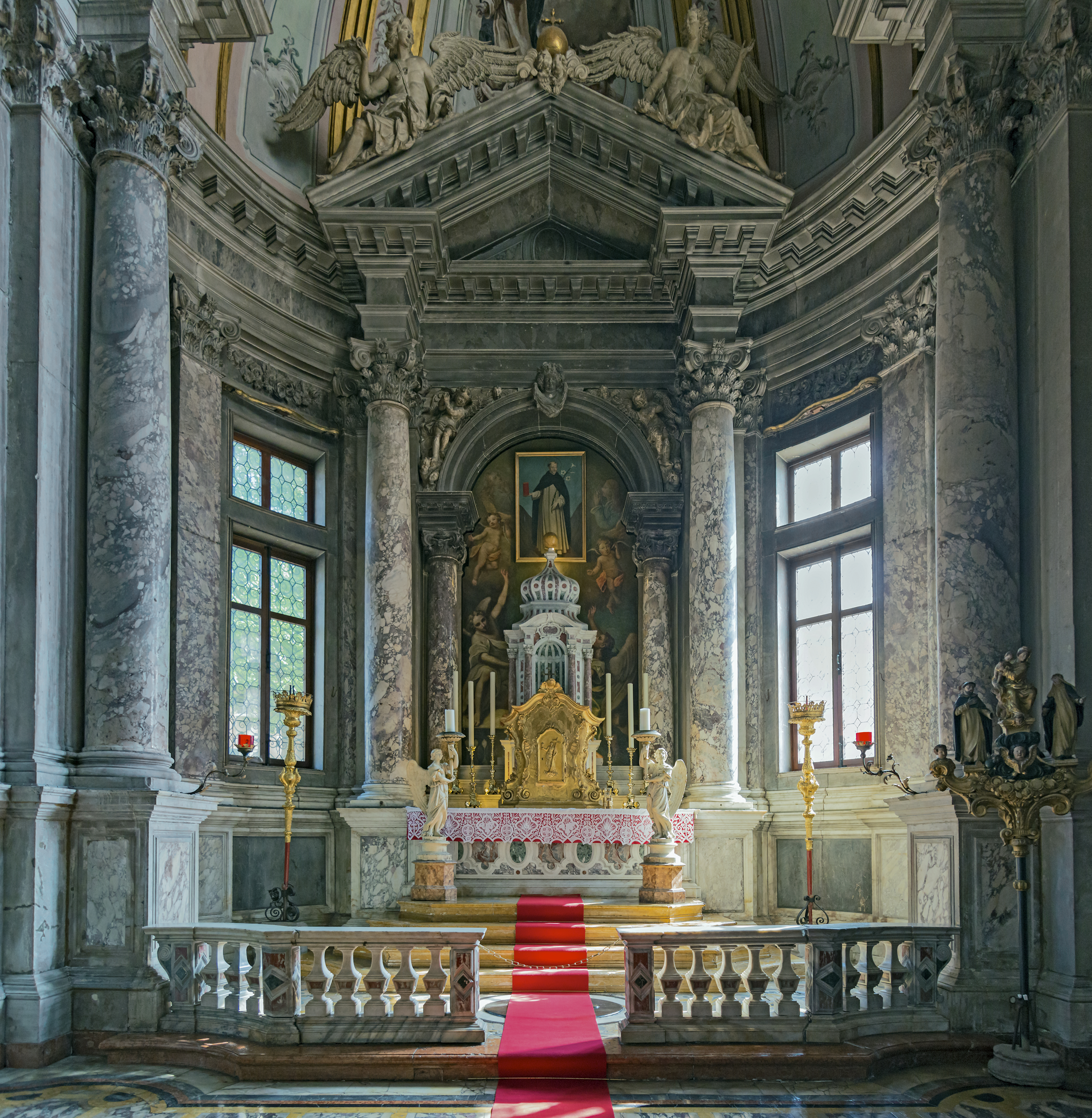
Внутри капеллы святого Доминика

Капелла святого Доминика была построена Андреа Тирали в 1690 году. Потолок был отделан Франческо Бернардони; его богатое обрамление и восемь ангелов в натуральную величину с фреской «Триумф святого Доминика» в центре составляют выдающийся шедевр Джованни Баттиста Пьяцетта 1727 года, одна из лучших работ XVIII века в Венеции. Она была основательно отреставрирована между 1968 и 1969 годами.
В четырёх углах плафона находятся медальоны с изображением главных добродетелей авторства того же Пьяцетта, выполненные в технике кьяроскуро. На стенах видны барельефы, показывающие сцены из жизни святого Доминика. Пять (из бронзы) были созданы Джузеппе Мацца, а шестой (из дерева) был выполнен Джобатта делла Медуна и помещён сюда в 1770 году. Фреска Джироламо Брусаферро в апсиде капеллы изображает Святого Доминика и Богородицу.

#### Алтарь Екатерины Сиенской
На углу перед поворотом в правый рукав трансепта находится небольшой алтарь XV века, примечательный запрестольным образом из порфира. Изначально алтарь, как и аналогичный ему в левом нефе, принадлежал ограждению хора, позже снесённого. В апреле 1961 года в него была помещена исключительная реликвия — стопа святой Екатерины Сиенской, покровительницы Италии.

### Правый рукав трансепта

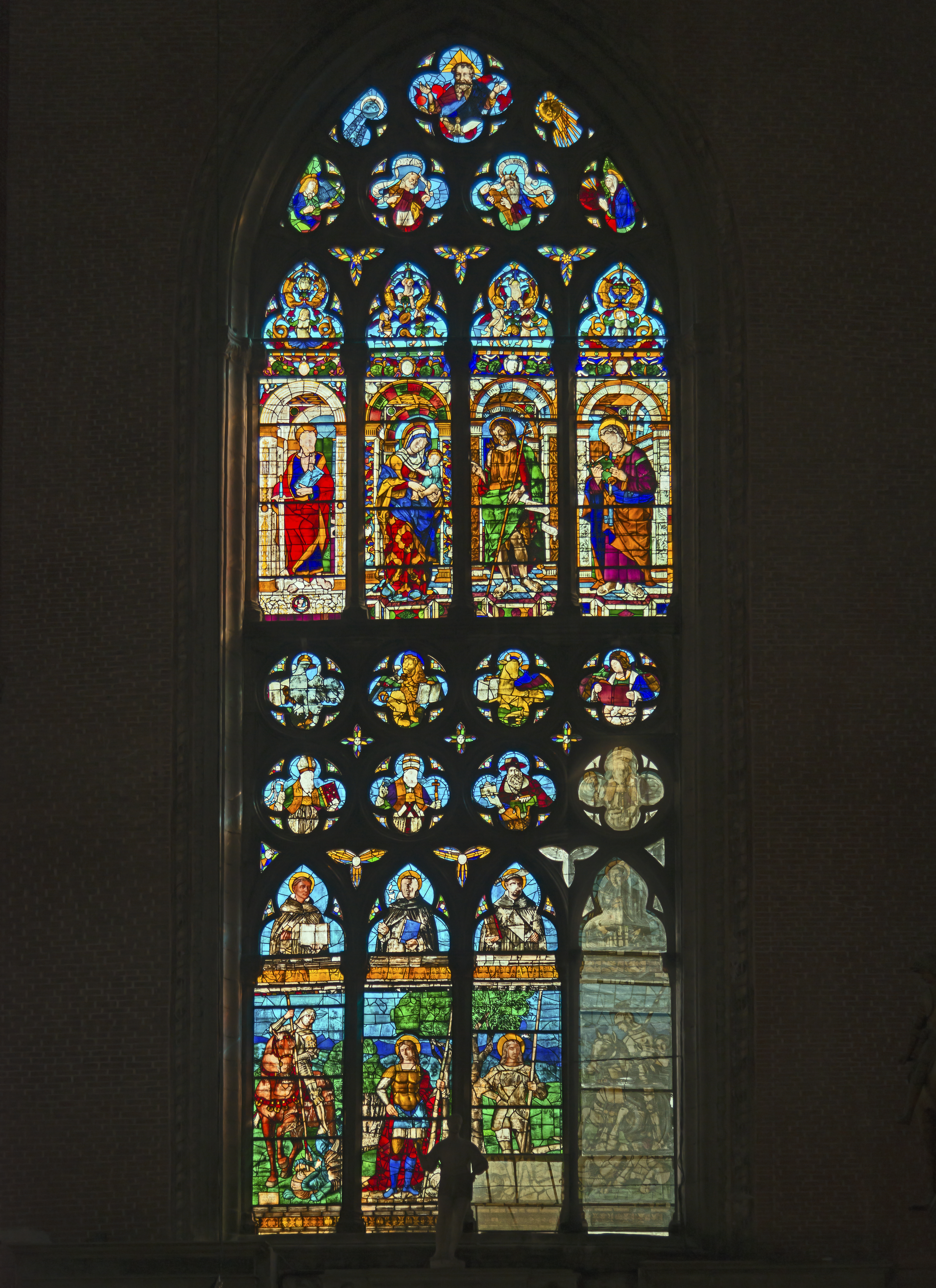
витража в правом рукаве трансепта

На стене справа изображена «Коронация Богородицы», работа Чима да Конельяно, иногда приписываемая его ученику Джованни да Удине. Наверху монумент Никколо Орсини, графа Питильяно, защищавшего Падую от войск Камбрейской лиги. Скульптор двух статуй Благодетели — Туллио Ломбардо, автор конной деревянной статуи неизвестен.
Эта часть трансепта украшена огромным готическим окном с великолепными витражами из стекла, изготовленного мастерами с соседнего острова Мурано. Часть витража расписал известный венецианский стеклодув Джованни Антонио Личиньо. Бартоломео Виварини нарисовал святого Павла, а фигуры Девы Марии, святого Иоанна Крестителя и святого Петра в верхней части витража были выполнены Чима да Конельяно. Низшие регистры расписал Джироламо Мочетто.
Сверху вниз витраж делится на шесть регистров, изображающих следующие сюжеты (слева направо): всю композицию венчает Благословляющий Бог Отец; 1) Благовещение по бокам и Давид с Исаией в центре; 2) Святой Павел, Мадонна с Младенцем, Иоанн Креститель и святой Пётр; 3) прорезы в форме четырёхлистника: четыре евангелиста по их символам: орёл (Иоанн), лев (Марк), телец (Лука) и ангел (Матфей); 4) святые Учителя Церкви: Амвросий Медиоланский, Григорий Великий, Иероним Стридонский и Аврелий Августин Блаженный; 5) бюсты святых доминиканцев: Викентий Феррер, святой Доминик, Пётр Веронский и Фома Аквинский; 6) святые-воины: Феодор Тирон (с подписью Мочетто), святые Иоанн и Павел (покровители собора) и Георгий Победоносец.
Под окном стоит памятник кондотьеру Диониджи ди Нальди из Брешии, также как и Орсини сражавшемуся на стороне Венеции против Камбрейской лиги. Статуя была выполнена Лоренцо Бреньо. По бокам от него стоят два алтаря: справа алтарь святому Антонио Пьероцци, выполненный в 1542 году Лоренцо Лотто по заказу монашеской братии; в левом алтаре изображён сюжет «Иисус между двумя братьями-апостолами Петром и Андреем» авторства Рокко Маркони, ученика Джованни Беллини. В центре под окном стоит трон дожа (конец XVII века).

### Апсидальные часовни в правом рукаве трансепта

#### Капелла Распятия
Ранее в этой часовне размещалась скуола Иоанна Крестителя или же скуола осуждённых. Её члены заботилась о приговорённых к смертной казни, чьё кладбище было устроено снаружи за апсидой.
Алтарь из халцедона и чёрного мрамора был выполнен Алессандро Витториа, также как и статуи Скорбящей Богородицы и Святого Иоанна Крестителя, обе из бронзы и подписаны. «Распятие» из каррарского мрамора Франческо Кавриоли раньше находилось в разрушенной Санта-Мария-делла-Салюте. Справа находится памятник в классическом стиле, приписываемый Витториа; он был создан для английского барона Эдварда Уиндзора, умершего в Венеции в 1574 году. Слева урна XIV века, возможно, содержащая прах Паоло Лоредано, участвовавшего в подавлении восстания в Кандии в 1365 году.

#### Капелла Святой Магдалины

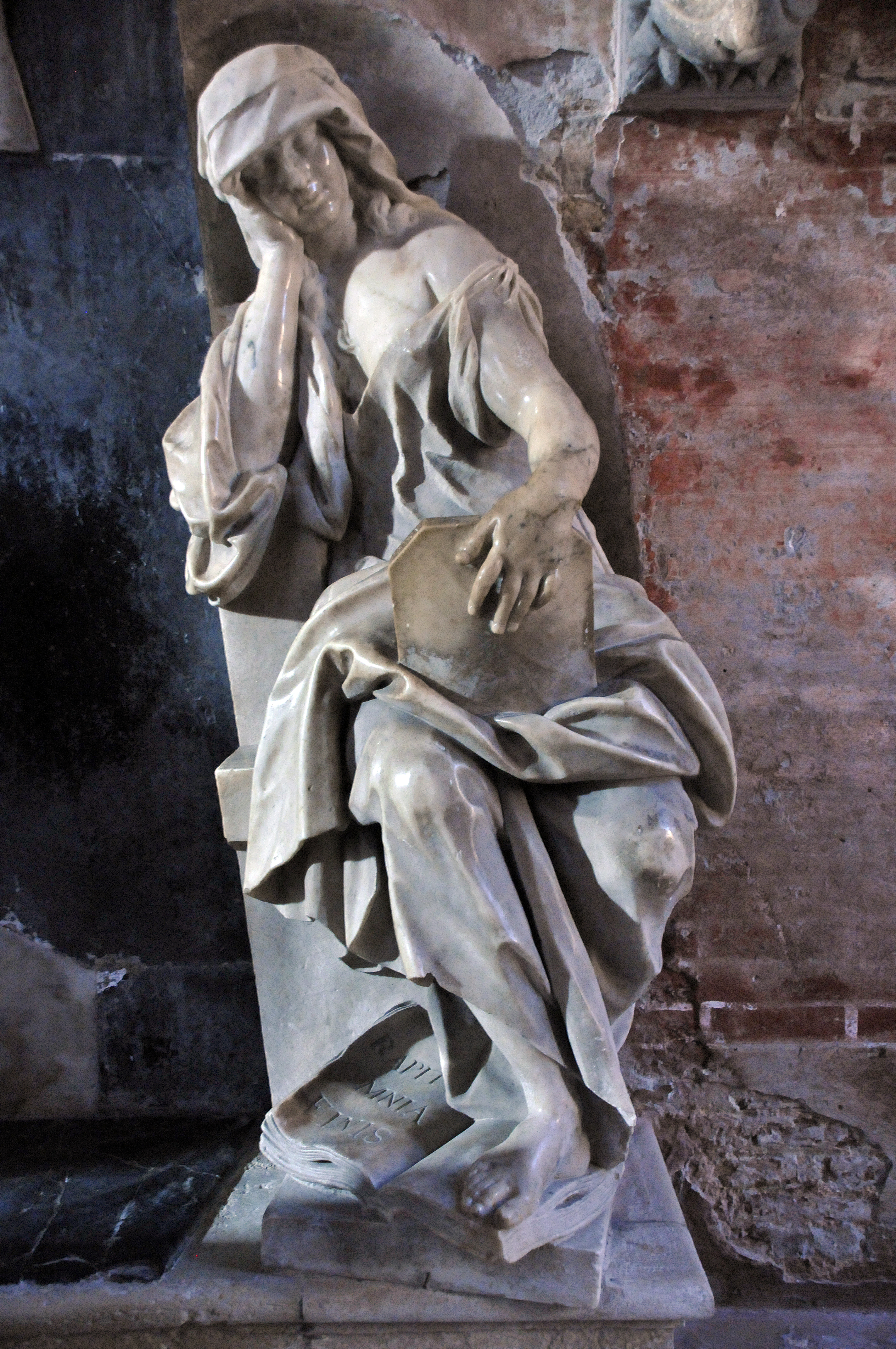
«Меланхолия». Мельхиор Бартель

Часовню украшает алтарь из ломбардского мрамора (начало XVI века): статуя Магдалины в центре работы Бартоломео ди Франческо из Бергамо и статуи апостолов по бокам и ангелы у основания учеников падуанской школы. Над окном фреска Джакомо Пальма младшего, изображающая четырёх Евангелистов.
Справа на стене находится монумент Витторио Пизани (умер в 1380 году), знаменитому победителю генуэзцев в Кьоджанской войне. В 1920 году он, вывезенный из разрушенной бомбардировками церкви Сант’Антонио ди Кастелло, был полностью реконструирован; оригинальной до наших дней сохранилась лишь статуя самого Пизани.
На левой стене находится урна посла Марко Джустиниани делла Брагора (XIV век). В центре Богородица с Младенцем, по бокам святые Марк и Доминик, в углах Благовещение. Слева от неё погребальная пирамида художника Мелькиора Ланца. «Размышляющая женщина», прозванная «Меланхолией», выполнена в стиле барокко скульптором Мельхиором Бартелем из Дрездена. На стене изображено «Снятие с креста» Латтанцио Куарена (умер в 1853 году).

### Пресбитерий

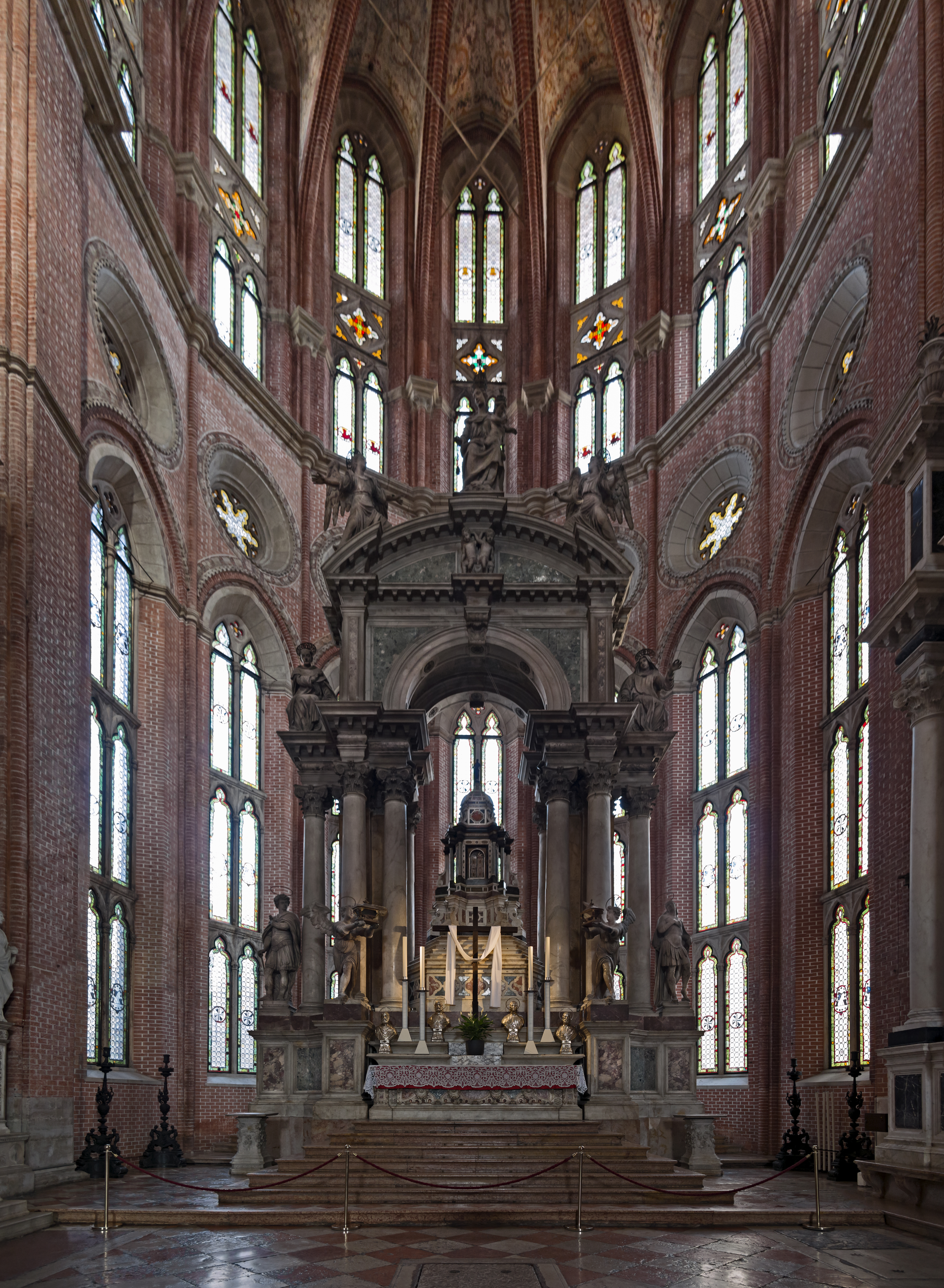
Вид на пресвитерий

Величие архитектуры и богатая игра света создают глубокое впечатление пребывания в настоящем святилище. Стены многоугольной апсиды украшают высокие готические окна, выстроившиеся в два уровня по вертикали, которые отделяются горизонтальным рядом маленьких круглых окон. Великолепие потолка подчёркивается нервюрами из красного кирпича, которые взмывают к центру свода, на котором вырезан герб Скуолы Святого Марка, чья братия собиралась здесь для проведения церковных служб.

#### Правая стена
Тут находится монумент дожу Микеле Морозини (умер в 1382 году). Тело дожа возлегает на погребальной урне, охраняемой двумя ангелами, держащих в руках кадило и святую воду: вся эта композиция была выполнена венецианским мастером того времени (школа Далле Мазенье). В тимпане готической арки, что над урной, видна большая мозаичная работа начала XV века (возможно, последователя тосканской школы), изображающая: в центре Распятого Христа, слева скорбящую Богородицу и архангела Михаила, представляющего Богу коленопреклонённого дожа, справа Иоанна Евангелиста и Иоанна Крестителя, представляющего жену дожа. Во фронтоне над заострённой аркой, кроме гербов дожа, есть два мозаичных медальона с изображением апостола Марка и царя Давида, а в центре высечена фигура Бога Отца. Фронтон увенчан статуей архангела Михаила в центре и фигурами святых по бокам. Весь памятник обрамлён двумя боковыми пилястрами, которые пронизаны нишами с маленькими статуями святых и увенчаны двумя персонажами Благовещения.
Дальше следует памятник Леонардо Лоредано (умер в 1521 году), воздвигнутый в 1572 году. Архитектором выступает Джироламо Грапилья, а автором центральной статуи дожа — Джироламо Кампанья. По бокам от дожа стоят аллегорические фигуры Венеции (слева) и Камбрийской лиги (справа), между колоннами статуи Изобилия и Мира, и барельефы наверху: все они были выполнены Данезе Каттанео, учеником Сансовино. В основании памятника также находятся останки дожа Франческо Лоредано (умер в 1762 году).
В центре стоит большой алтарь в стиле барокко, начатый в 1619 году, возможно, Маттиа Карнеро из Трентино. Он украшен статуями Мадонны Розария с Младенцем, святого Доминика, святой Катерины Сиенской работы Клементе Молли и статуя святых Иоанна и Павла авторства Франческо Кавриоли. Перед первой ступенью похоронены десять доминиканских епископов, сыновей этого монастыря.
Вторая могила слева хранит в себе останки фра Антонио Коррера, освятившего собор в 1430 году.

#### Левая стена

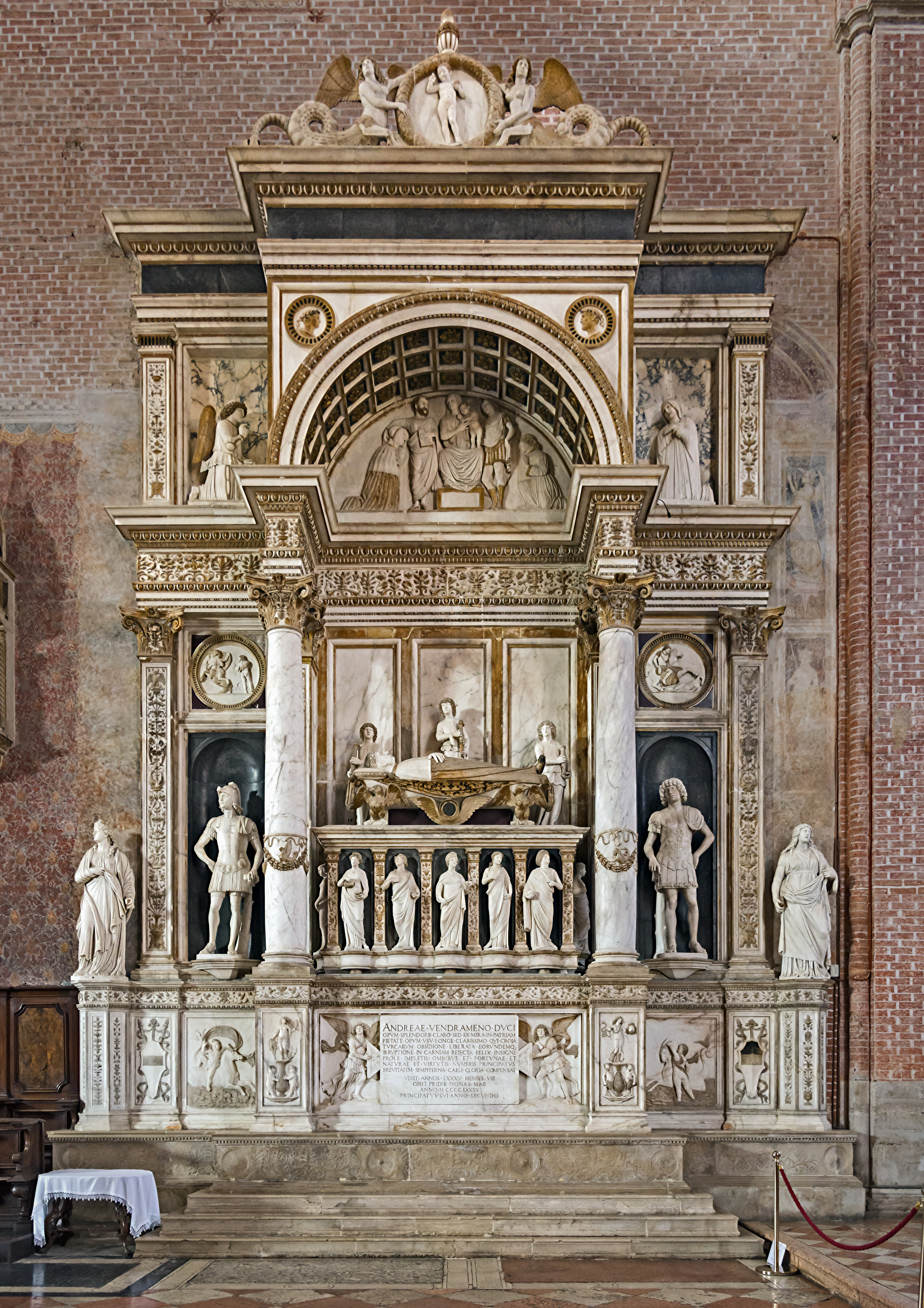
Монумент дожу Андреа Вендрамину. Туллио Ломбардо

У левой стены стоит монумент дожу Андреа Вендрамину (умер в 1478 году), шедевр Туллио Ломбардо, выполненный по проекту Пьетро Ломбардо. Под великолепной аркой видна скульптура дожа, лежащего на смертном одре, поддерживаемом двумя орлами и крылатым колесом. Вокруг неё стоят три прекрасных юноши со свечами, а также три статуи богословских и четыре статуи главных добродетелей. В тимпане арки находится барельеф, изображающий апостола Андрея, представляющего коленопреклонённого дожа перед Богородицей, вместе со святым Феодором, возле которого на коленях стоит сын дожа. Выше видны два классических медальона, а над карнизом — большой медальон с изображением путто, поддерживаемый двумя сиренами. Боковые стороны памятника усеяны следующими работами (сверху вниз): Благовещение, два мифологических медальона (в левом Несс и Деянира, в правом Персей и Медуза Горгона), две большие статуи воинов в римских доспехах с нагрудными знаками с изображением портретов римских императоров.
Монумент был создан из белого мрамора в период с 1493 по 1499 годы и привезён сюда в 1817 году из упразднённой церкви Санта-Мария деи Серви. Памятник является незаконченным: статуи Адама, ныне находящаяся в музее Метрополитен в Нью-Йорке, и Евы, чья копия находится в саду дворца Вендрамин, в наши дни заменяют скульптуры святых Марии Магдалины и Катерины. К тому же, раньше памятник увенчивал герб, поддерживаемый двумя пажами, сейчас находящийся в музее Боде.
Справа от алтаря расположен памятник дожу Марко Корнаро, демонтированный и переставленный, чтобы освободить место для монумента Вендрамину. В центре статуя Богородицы, подписанная Нино Пизано, по бокам от неё апостол Пётр (работы того же мастера) и апостол Павел вместе с дожем и ангелами (работы его учеников).

### Апсидальные капеллы в левом рукаве трансепта

#### Капелла Святой Троицы
В центре стоит алтарь с картиной Леандро Бассано «Распятие». На стене слева есть два полотна Джузеппе Порта, прозванного Сальвиати: «Распятый Иисус и Жёны-мироносицы» и «Воскресший Иисус среди святых». Монумент середины XIV века, прикреплённый к стене, принадлежит Андреа Морозини, генеральному прокурору венецианской армии.
На стене справа видно «Неверие апостола Фомы» того же Бассано, а также монумент Пьетро Корнаро (конец XIV века), прокуратору Сан-Марко. Над памятником находится работа Лоренцо Грамичья «Мадонна Розария».

#### Капелла Пия V
Часовня, ранее посвящённая святому Михаилу, также носящая имя семьи Кавалли. Запрестольный образ украшает большой «Доминиканский священник» школы Паоло Веронезе.
Справа стоит погребальная урна Джакопо Кавалли, командира сухопутных войск Венеции в Кьоджанской войне, работа Паоло далле Мазенье (XIV век). Голова воина покоится на льве, а ноги — на собаке. Над урной видны символы Евангелистов и четверо ангелов. Большая фреска второй половины XVI века была выполнена Лоренцо Вечеллио, племянником Тициана.
На стене слева урна XIV века дожа Джованни Дольфина. Спереди в центре изображён «Христос на троне между двумя ангелами и коленопреклонённых дожа и его жены», слева «Поклонение волхвов» и справа «Успение Богоматери», в конце «Благовещение». Автор этих работ — Андреа де Сан-Феличе. Пространство над урной украшает работа «Чудо мула святого Антонио Падуанского» Джузеппе Хайнца. У подножия монумента находится могила сенатора Марино Кавалли конца XVI века. Рядом на стене находится «Святой Пий V с доминиканскими святыми» кисти Марио Феррари Браво (1906—1973).

### Левый рукав трансепта

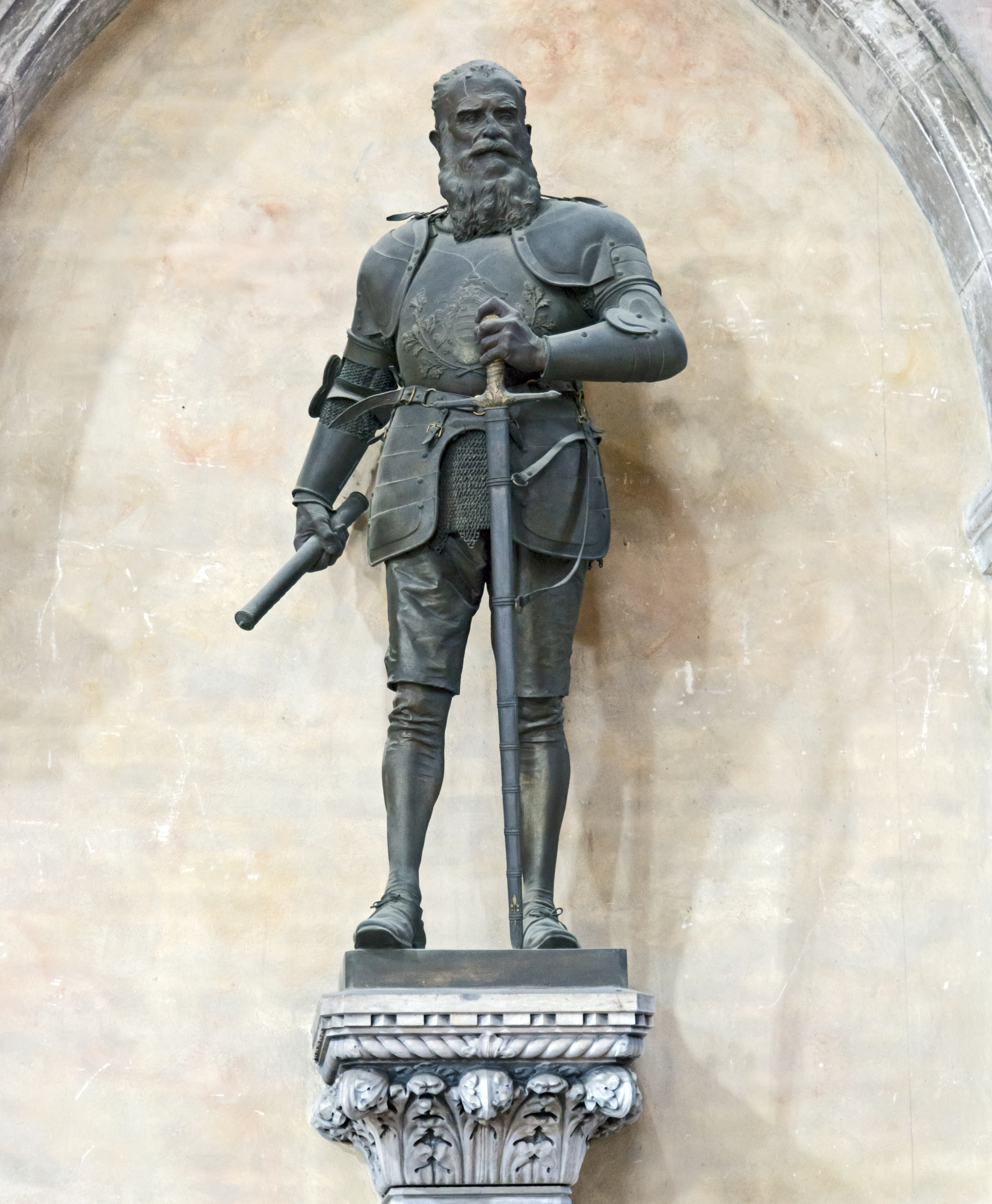
Статуя Себастьяно Веньера. Антонио даль Цотто

Дверь в стене левого рукава трансепта ведёт в капеллу Божией Матери Розария. Выше находятся большие часы, созданные на рубеже XV—XVI веков. Между ними и дверным косяком находится монумент дожу Антонио Веньеру, подвергнутый некоторым изменениям во время перемещения часов и пробивания в стене портала в соседнюю капеллу. Его вершину украшают статуя Богородицы в центре между апостолами Петром и Павлом. На крышке самого саркофага изображён дож, а ниже в готических нишах вырезаны статуи главных и теологических добродетелей. По бокам этот горизонтальный ряд статуй обрамляется фигурами святого Доминика и Антония Великого, которые увенчивают пилястры.
Справа стоит бронзовая статуя великого морского генерала и позже дожа Себастьяно Веньера, победителя в битве при Лепанто, работа Антонио даль Цотто, торжественно открытая 30 июня 1907 года в честь перемещения останков героя из церкви Санта-Мария-дельи-Анджели на острове Мурано в собор Санти-Джованни-э-Паоло.
Слева монумент Аньезе Веньер, жене дожа Антонио, её дочери Урсуле (умерла в 1471 году) и Петронилле де Токо, жене их сына Никколо, который его воздвигнул. Спереди урны изображён распятый Иисус между святым Исаией и Петром Мучеником. Над урной, обрамлённой готической аркой, находится барельеф, на котором видны Дева Мария с Младенцем, святой Марк и Антоний Великий. Вершину арки украшает статуя Агнессы Римской, а немного ниже прямо над барельефом виден медальон с изображением Бога Отца. По бокам от арки возвышаются две декоративные башни с гербом Веньеров и статуями Благовещения, выполненными Филиппо ди Доменико, венецианским последователем Далле Мазенье.
Далее слева следует позолоченная конная статуя Леонардо Прато (умер в 1511 году), командира венецианской пехоты, павшего при защите Падуи от войск Камбрийской лиги, выполненная Лоренцо Бреньо.

### Капелла Божией МатериРозария

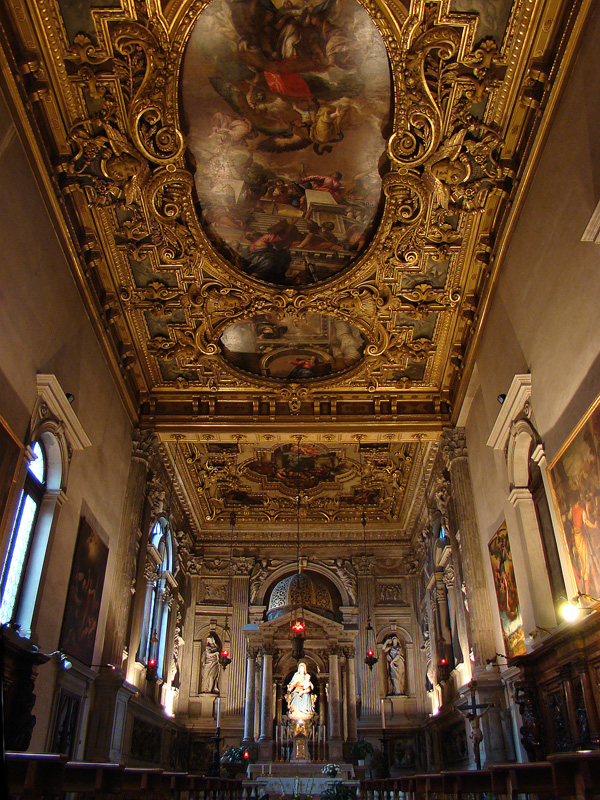
Капелла Мадонны Розария

В 1390 году прокураторы Сан-Марко выделили 10 тысяч дукатов из завещания Николо Лиона «на строительство упомянутой церкви имени святых Иоанна и Павла и капеллы святого Доменика». Эта капелла была воздвигнута в 1395 году на месте, где, возможно, когда-то стоял Ораторий Святого Даниила. Часовня святого Доминика простояла до конца XIV века. Однако вскоре члены Скуолы Сан-Марко приняли решение о строительстве новой капеллы. Работы были начаты архитектором Алессандро Витториа и завершены в 1573 году. В 1582 году капелла была объединена в одно помещение со старой капеллой святого Доминика.
Новая капелла была освящена в честь победоносной для Венецианской республики битвы при Лепанто (7 октября 1571 года), состоявшейся в день, когда отмечался праздник Божией Матери Розария, который и дал капелле название. Это была прекрасная капелла, богатая произведениями искусства.
В ночь с 15 на 16 августа 1867 года капелла была полностью уничтожена пожаром, также как и позолоченный деревянный потолок, расписанный Якопо Тинторетто, Джакомо Пальмой Младшим и Леандро Корона вместе с 34 картинами тех же авторов, а также Франческо Бассано, Доменико Тинторетто, Джованни Сонса и других.
По несчастной случайности на тот момент в капелле временно находились картины «Мученичество святого Петра» Тициана и «Мадонна» Джованни Беллини, которые тоже были утрачены. Восстановленная капелла была торжественно открыта лишь 4 октября 1959 года.
Вход в капеллу осуществляется через портал в стене левого рукава трансепта. Она делится на две части: неф и пресвитерий. Потолок современного нефа был выполнен Карло Лоренцетти и торжественно открыт в 1932 году; его украшают три шедевра Паоло Кальяри, более известного как Веронезе (1527—1588): «Поклонение пастухов», «Успение» и «Благовещение». Когда-то они находились в церкви Санта-Мария делл’Умилита, однако в 1838 году они были перемещены в венскую галерею; в 1919 году они были возвращены в Венецию и помещены здесь в июне 1925 года.
На дальней стене капеллы, что слева от входа, видна вторая версия картины «Поклонение пастухов» Веронезе. В центре картины удивительное изображение Младенца Иисуса на корзине с виноградом, левее, рядом с ослом, над Младенцем склонились пастухи, а в правой части показана Дева Мария. На правой стене над входом находится «Распятие» Джованни Баттиста Целотти, современника и помощника Веронезе.

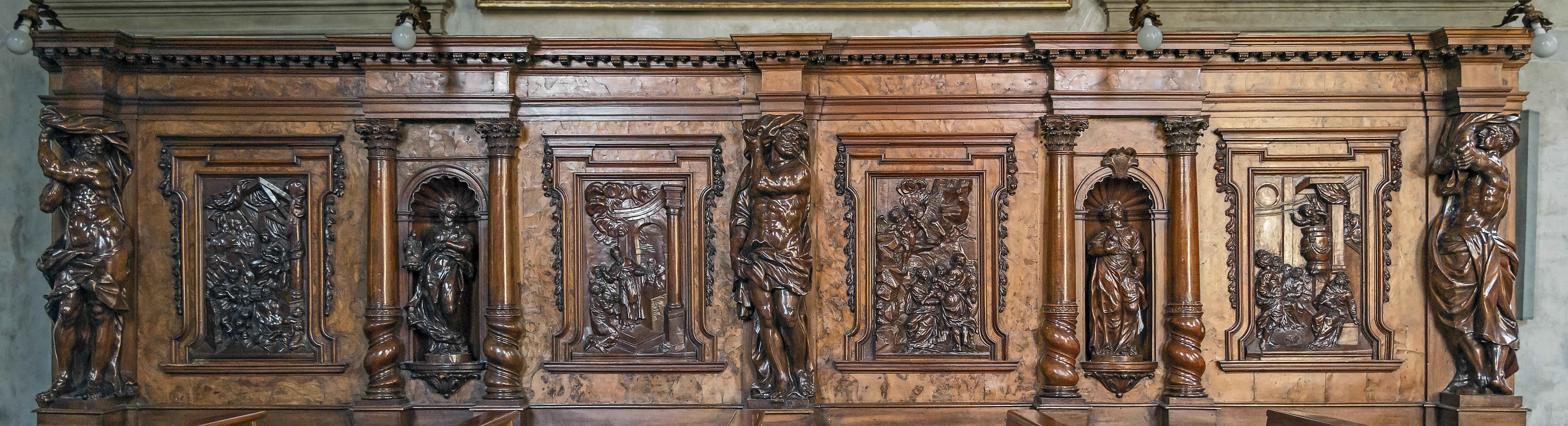
Джакомо Пьяцетта

На левой стене: «Иисус встречает Веронику» Карло Кальяри, сына Веронезе, и «Архангел Михаил побеждает Люцифера» Бонифачо де’Питати (умер в 1553 году), последователя Тициана. Прямо перед входом можно увидеть «Мученичество святой Кристины» Санте Перанда, «Омовение ног и Тайная Вечеря» Бенедетто Кальяри, брата и ученика Веронезе, и картину «Святой Доминик спасает несколько моряков, призывая их читать розарий» Алессандро Варотто, прозванного Падованино.
Нижнюю часть боковых стен закрывают деревянные панели, вырезанные Джакомо Пьяцетта (вторая половина XVII века), ранее находившиеся в Скуоле делла Карита, изображающие сюжеты из жизни Иисуса и Марии. Они заменяют предыдущие работы Андреа Брустолона, уничтоженные пожаром в 1867 году. В центре балюстрады находится могила Джокондо Лорнья (умер в 1928 году), доминиканца и приходского священника собора святых Иоанна и Павла, основателя организации «Suore Domenicane Imeldine», организатора реставрации капеллы.

#### Пресбитерий

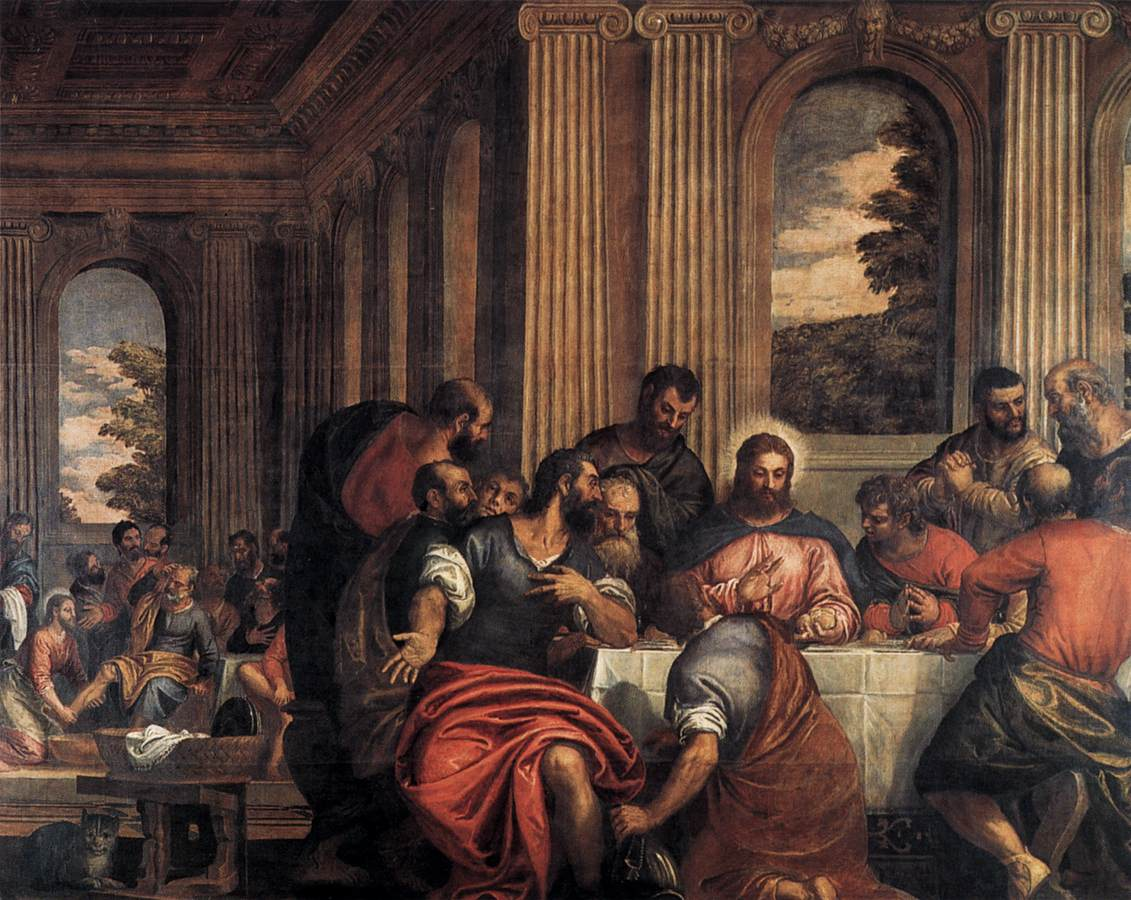
«Тайная вечеря». Бенедетто Кальяри

В пресвитерии продолжается потолок нефа, украшенный другими шедеврами Веронезе. В центре «Поклонение волхвов» картина в форме четырёхлистника 1582 года; по бокам изображены четыре Евангелиста (эти произведения раньше размещались в позже упразднённой церкви Сан-Николо-деи-Фрари). Прямоугольный алтарь, увенчанный куполом с круглым отверстием наверху, был выполнен Джироламо Кампанья; он примечателен своими роскошными классическими очертаниями и совершенной отделкой каждой детали. «Божья Матерь Розария» из полихромной терракоты была отреставрирована Карло Лоренцетти. На перемычках трона (оригинального) с каждой стороны: четыре пары путти, держащие позолоченные овалы с головами сивилл: спереди Ливия, справа Кумана, сзади Агрипинна и слева Геллиспонтина. Во фронтоне на барельефе видны четыре предсказателя работы Кампанья. Два отреставрированных монументальных канделябра приписываются Веронезе.
Пресбитерий окружают десять великолепных настенных барельефов XVIII века, частично восстановленных после пожара; восемь из них подписаны. Начиная слева: «Благовещение» Джованни Бонацца, «Поклонение пастухов» (1700 года) того же автора и его сыновей Антонио, Франческо и Томаззо, «Встреча Марии и Елизаветы» Луиджи и Карло Тальяпьетра, «Видение Иосифа Обручника» Франческо Бонацца, «Введение во храм Пресвятой Богородицы» Джузеппе Торретто, учителя Казанова, «Обручение Девы Марии и Иосифа» того же автора, «Пребывание в Египте» Джованни Мария Морлейтера, «Сретение Господне» Тальяпьетра, «Поклонение волхвов» Джованни Бонацца, «Иисус с Учителями Церкви в храме» Морлейтера.
Роскошное украшение стен продолжается ещё выше тремя пророками и тремя сивиллами в нишах. Справа Эритрея и Исаия; за алтарём Ливия и Давид; слева Дельфы и Еремия, и шесть прекрасных изображений над этими статуями, (справа налево): «Встреча Марии и Елизаветы и Бегство в Египет», «Введение во храм и обручение Марии», «Благовещение» и «Поклонение пастухов». Автор статуй и картин — Алессандро Витториа. Четыре повреждённых статуи за алтарём являются печальным напоминанием о пожаре; они изображают святых Доминика, Иустины (рук Витториа), Фомы Аквинского и Розы Лимской (автор Джироламо Кампанья).
В конце стены видно «Успение Богородицы» Джузеппе Порта. Работа вдохновлена шедевром Тициана на эту же тему; она занимала своё место в базилике Фрари в течение более чем одного века, когда она была увезена в Академию.

### Сакристия
Вход в ризницу является неотъемлемой частью погребального памятника, который Якопо Негретти, более известный как Джакомо Пальма младший, хотел воздвигнуть для себя, а также для Джакомо Пальма Старшего и Тициана Вечеллио. Винченцо Скамоцци нарисовал архитектурный план монумента, Джакопо Альберти вырезал бюсты обоих Пальма, и, возможно, Алессандро Витториа — бюст Тициана, в то время как Джакомо Пальма Младший, покоящийся под простой мраморной плитой на полу, нарисовал «Аллегорию славы», что висит сверху.
В ризнице хранятся картины, прославляющие доминиканский орден, заказанные в конце XVI — начале XVII веков монахом Антонио Серафино.
На потолке Марко Вечеллио, племянник и последователь Тициана, изобразил сюжет «Святые Доминик и Франциск ходатайствуют за грешников». В люнетах вокруг фриза видны доминиканские и другие святые, изображённые Леандро Бассано либо его школой. В двух люнетах по бокам от алтаря показано Благовещение.
Справа от входа находится картина «Дож Якопо Тьеполо жертвует доминиканцам землю для строительства церкви и монастыря», датируемая 1606 годом и подписанная Андреа Микьели (Вичентино). Правая стена алтаря украшена «Воскресеньем» Джованни Пальма Младшего; посередине находится «Доминиканские святые и другие преклоняются перед распятым Христом» того же автора; слева «Доминиканские святые прикладываются к ранам Нашего Господа Иисуса Христа» Одоардо Фиалетти.
Напротив входа можно увидеть следующие картины: «Чудо Книги» Одоардо Фиалетти, «Рождение Розы Лимской» Франческо Фонтебассо, «Гонорий III утверждает Правило святого Доминика в 1216 году» и «Римские мученики Иоанн и Павел» Леандро Бассано.

На стене напротив алтаря видна «Вера» Фонтебассо. Ниже находятся работы Андреа Брустолона, чьи ореховые панели обрамляют стены ризницы: бюсты Альберта Великого, Фомы Аквинского и святого Доминика. Возле самого входа «Святой Доминик заплатил рыбаку деньгами, вытянутыми из рыбы» Одоардо Фиалетти, и над дверью «Святые Доминик и Франциск» Анджело Лиона.

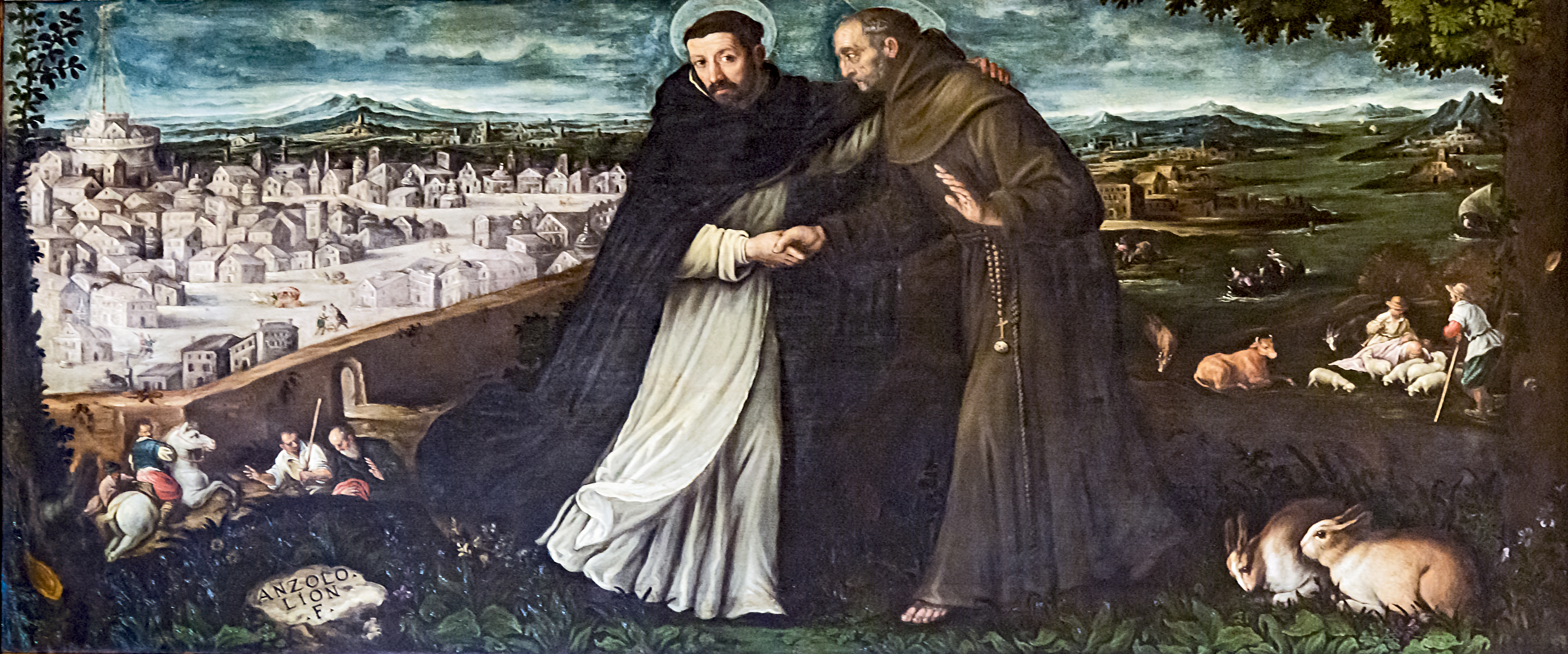
«Святые Доминик и Франциск». Анджело Лион

### Левый неф

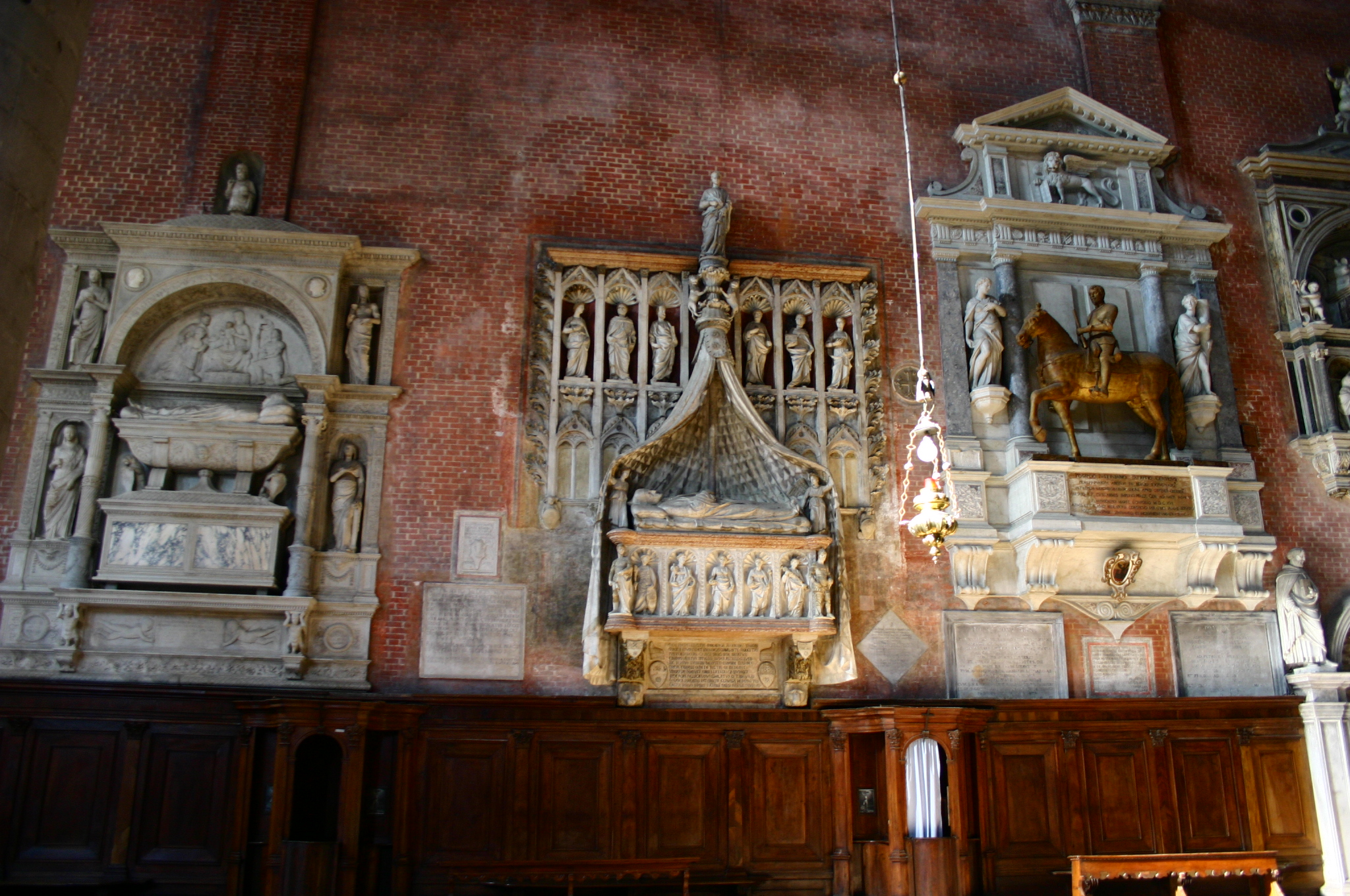
Памятники на стене левого нефа (справа налево): Помпео Джустиниани, Томаззо Мочениго и Николо Марчелло

Поворачивая из левого рукава трансепта в левый неф, на углу можно заметить мраморный алтарь XV века, изначально принадлежавший хору; он украшен изображением святого Иосифа, выполненным учениками школы Гвидо Рени. В первой аркаде нефа стоит массивный орган, созданный известным мастером Гаетано Каллидо в XVIII веке, под которым видна выгравированная надпись об освящении церкви в 1430 году. Далее справа следуют три картины Бартоломео Виварини 1473 года; они являются остатками знаменитого полиптиха из девяти отделений, когда-то находившегося на алтаре святого Августина возле двери. В центре изображён Блаженный Августин, справа Лаврентий Римский и слева святой Доминик.
При выходе из ризницы справа находится монумент дожу Паскуале Малипьеро, работа Пьетро Ломбардо (около 1460 года) в стиле Возрождения. В люнете виднаПьета. Три статуи символизируют Справедливость, Изобилие и Мир. На медальонах изображены герб дожа и лев святого Марка.
Памятник сенатору Джанбаттиста Бонци, воздвигнутый в 1525 году, приписывается падуанцу Джаммария Моска. На передней части урны показаны четыре добродетели: Сдержанность, Надежда, Справедливость и Милосердие; над ними Слава. Другие две добродетели были утеряны, когда памятник, ранее висевший на противоположной стене (где сейчас монумент Вальер), был перемещён сюда. По бокам от двойной аркады есть две красивые статуи Фомы Аквинского и святого Доминика работы Антонио Ломбардо. В первой арке справа надгробье дожа Микеле Стено. Оно было сильно повреждено, когда его привезли сюда из разрушенной церкви Санта-Марина. В левой арке урна Альвизе Тревизана, писателя и благодетеля (он оставил монастырю свою богатую библиотеку), вырезанная Джаммария Моска.
Конная статуя из позолоченного дерева изображает генерала Помпео Джустиниани, прозванного «железным кулаком» (итал. Braccio di Ferro), генуэзца, поступившего на службу к Венецианской республике, погибшего при осаде Гориции в 1616 году. Автор статуи — Франческо Терилли (XVII век). Внизу под этим монументом находятся три лапидарные надписи, представляющие большую историческую ценность: первая сообщает о времени пребывания в монастыре Санти-Джованни э Паоло кардинала Кьярамонти перед тем, как он был избран папой Пием VII на соседнем острове Сан-Джорджо Маджоре. Вторая надпись была перемещена сюда с надгробья дожа Джованни Дандоло. Третья свидетельствует о пребывании папы Пия VII в Венеции на пути из Вены в 1782 году.

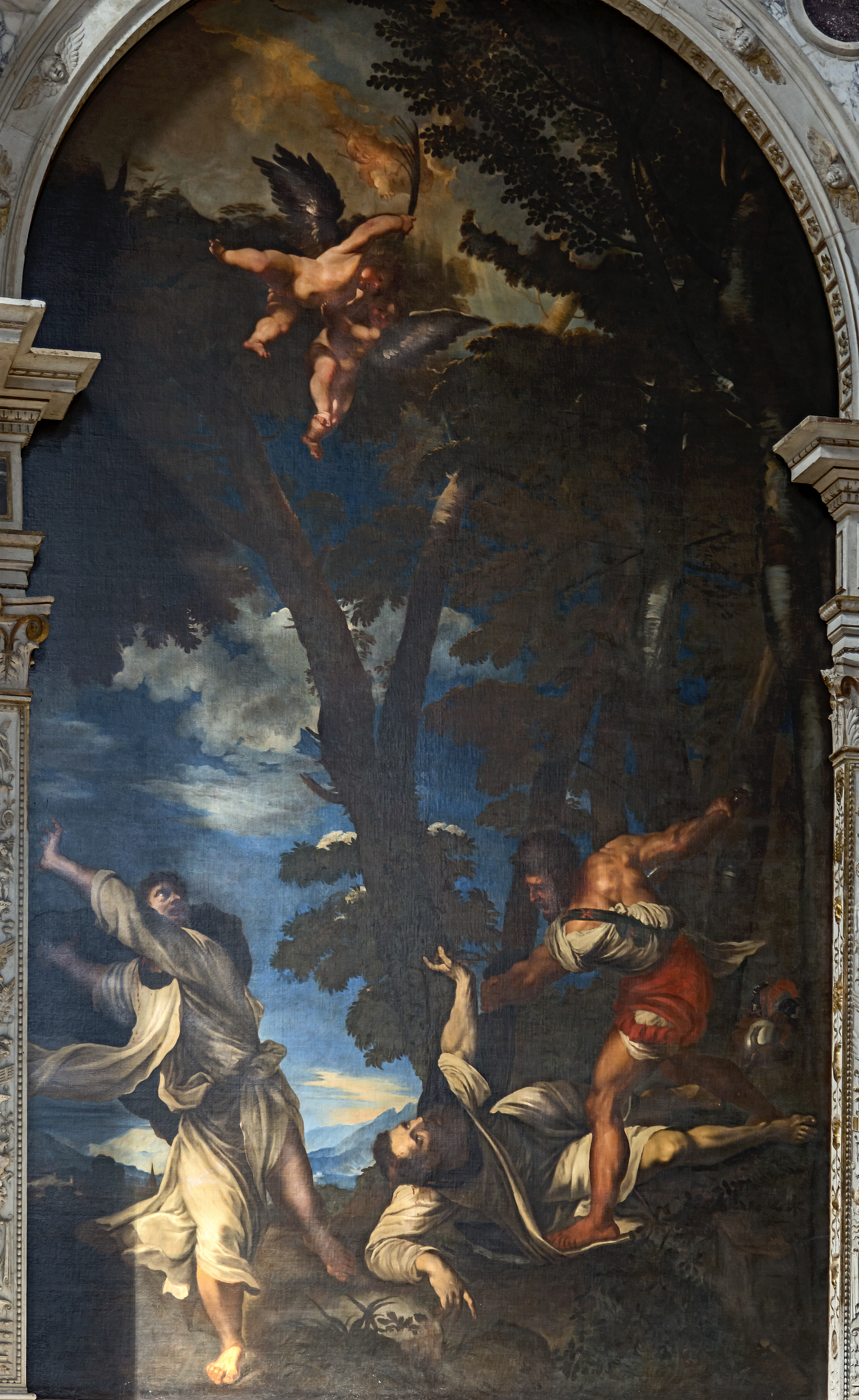
«Мученичество святого Петра» (копия Тициана). Николо Кассала

Далее идёт памятник дожу Томазо Мочениго. Он являет собой шедевр, который отмечает начало распространения стиля Донателло (воин, стоящий у левого края урны, напоминает статую святого Георгия этого скульптора), и датируется 1423 годом; на нём подписи: его авторы Пьетро ди Никколо Ламберти (сын Никколо Ламберти из Флоренции) и Джованни ди Мартино да Фьезоле. Это переходная работа между искусством готического и ренессансного периодов с венецианскими элементами и флорентийскими формами. Типичный балдахин над урной увенчан букетом цветов с двумя львами по бокам. Большая архитектурная панель за ним занята шестью фигурами святых в нишах. Переднюю часть саркофага украшают статуи добродетелей. На самом верху памятника стоит статуя Справедливости. Дож похоронен под плитой у подножия монумента вместе со своим отцом Пьетро, прокуратором Сан-Марко.
Дальше висит монумент дожу Николо Марчелло работы Пьетро Ломбардо. В люнете на барельефе изображён сюжет «Богородица на троне, рядом святой Марк, представляющий дожа и святой Феодосий»; четыре статуи символизируют добродетели; в самом верху виден Бог Отец. Герб и плита были помещены здесь в 1753 году в память дожу Марино Цорци (умер в 1312 году), признанному святым, который был похоронен в соседнем монастыре и который пожертвовал доминиканцам церковь и монастырь Сан-Доменико-а-Кастелло, ныне разрушенные.
Затем следует ренессансный алтарь, где доминирует картина «Мученичество святого Петра» Николо Кассала (XVIII век), копия шедевра Тициана 1530 года, уничтоженного пожаром в капелле Божией Матери Розария. Следующий конный памятник в стиле барокко посвящён Орацио Бальони из Перуджи, генералу венецианских сухопутных войск. Дальше монумент братьям Аттилио и Эмилио Бандьера и Доменико Моро, героям итальянского Рисорджименто, которые были расстреляны 25 июля 1844 года в долине Ровито близ Косенцы (Калабрии). Их тела были принесены сюда в августе 1867 года. Памятник состоит из простой пирамиды с ангелом в лавровом венце. Он был возведён по проекту А.Бенвенути и открыт 25 июня 1890 года.
Следующий алтарь Верде Скалиджера, дочери Мастино делла Скала, был привезён в собор из церкви сервитов. Эта работа Гульельмо де'Гриджи, прозванного Бергамоско, занимает место разделённого на части полиптиха Бартоломео Виварини. Статуя святого Иеронима, заменяющая статую Магдлалины, находящуюся в часовне второй апсиды, являет собой великолепный шедевр Алессандро Витториа и датируется 1576 годом. В углу около входа монумент маркизу Иоганну фон Шателеру, выполненный Луиджи Дзандоменеги и Антонио Джаккарелли (умер в 1838 году). Над ним могила адмирала Джироламо Канала, приписываемая Алессандро Леопарди (конец XV века).

## Монастырь
Законченное в 1293 году, здание монастыря находилось здесь ещё со времён предыдущей церкви. Оно было перестроено Бальдассаром Лонгена между 1660 и 1675 годами. Сейчас в нём размещается городская больница Венеции. В восточной части находится спальня монахов, пересечённая очень длинным коридором, куда выходят кельи. Лестница Лонгена чудесно инкрустирована мрамором; деревянный потолок библиотеки, выполненный Джакомо Пьяцетта, украшают картины Федерико Червелли. Среди известных монахов монастыря стоит отметить Франческо Колонна, автора «Гипнэротомахии Полифила».
Сегодня доминиканский монастырь размещается в помещениях, когда-то принадлежавших скуоле святой Урсулы. В наше время доминиканская община Венеции считает своей целью заботу о прихожанах, приём туристов, поощрение культурных мероприятий, проповедь христианских идей через искусство и гостеприимство.

## Надгробные памятники
После XV века панихиды всех дожей Венецианской республики проходили в Санти-Джованни э Паоло. В базилике захоронены 25 дожей, а также множество других известных личностей.
| Имя                | Год смерти | Номер в списке |
| ------------------ | ---------- | -------------- |
| Джакопо Тьеполо    | 1249       | 43             |
| Реньеро Дзено      | 1268       | 45             |
| Лоренцо Тьеполо    | 1275       | 46             |
| Джованни Дольфин   | 1361       | 57             |
| Марко Корнаро      | 1368       | 59             |
| Микель Морозини    | 1382       | 61             |
| Антонио Веньер     | 1400       | 62             |
| Микеле Стено       | 1413       | 63             |
| Томазо Мочениго    | 1423       | 64             |
| Паскаль Малипьеро  | 1462       | 66             |
| Николо Марчелло    | 1474       | 69             |
| Пьетро Мочениго    | 1476       | 70             |
| Андреа Вендрамин   | 1478       | 71             |
| Джованни Мочениго  | 1485       | 72             |
| Альвизе I Мочениго | 1577       | 85             |
| Себастьяно Веньер  | 1578       | 86             |
| Бертуччо Вальер    | 1658       | 102            |
| Сильвестро Вальер  | 1700       | 109            |

| Имя                         | Год смерти | Род деятельности                                |
| --------------------------- | ---------- | ----------------------------------------------- |
| Марко Джустиниани           | 1346       | капитан корабля                                 |
| Веттор Пизани               | 1380       | адмирал, победитель в Кьоджанской битве в 1380  |
| Джакопо Кавалли             | 1384       | генерал                                         |
| Томмазо Караффини           | 1434       | духовник и первый биограф св. Катерины Сиенской |
| Антонио Коррер              | 1445       | кардинал                                        |
| Альвизе Дьедо               | 1466       | децемвир                                        |
| Джентиле Беллини            | 1507       | художник                                        |
| Никколо Орсини              | 1509       | генерал                                         |
| Леонардо да Прато           | 1511       | кондотьер                                       |
| Джованни Беллини            | 1516       | художник                                        |
| Джанбаттиста Бонци          | 1518       | сенатор                                         |
| Альвизе Тревизан            | 1528       | писатель                                        |
| Маркантонио Брагадин        | 1571       | генерал                                         |
| Бартоломео Брагадин         |            | поэт                                            |
| Эдвард Виндзор              | 1574       | барон, английский пэр                           |
| Помпео Джустиниани          | 1616       | кондотьер                                       |
| Орацио Бальони              | 1617       | генерал                                         |
| Джакомо Пальма Младший      | 1628       | художник                                        |
| Иоганн Габриэль фон Шателер | 1825       | австрийский генерал                             |